# Liste der Seen in Neuseeland

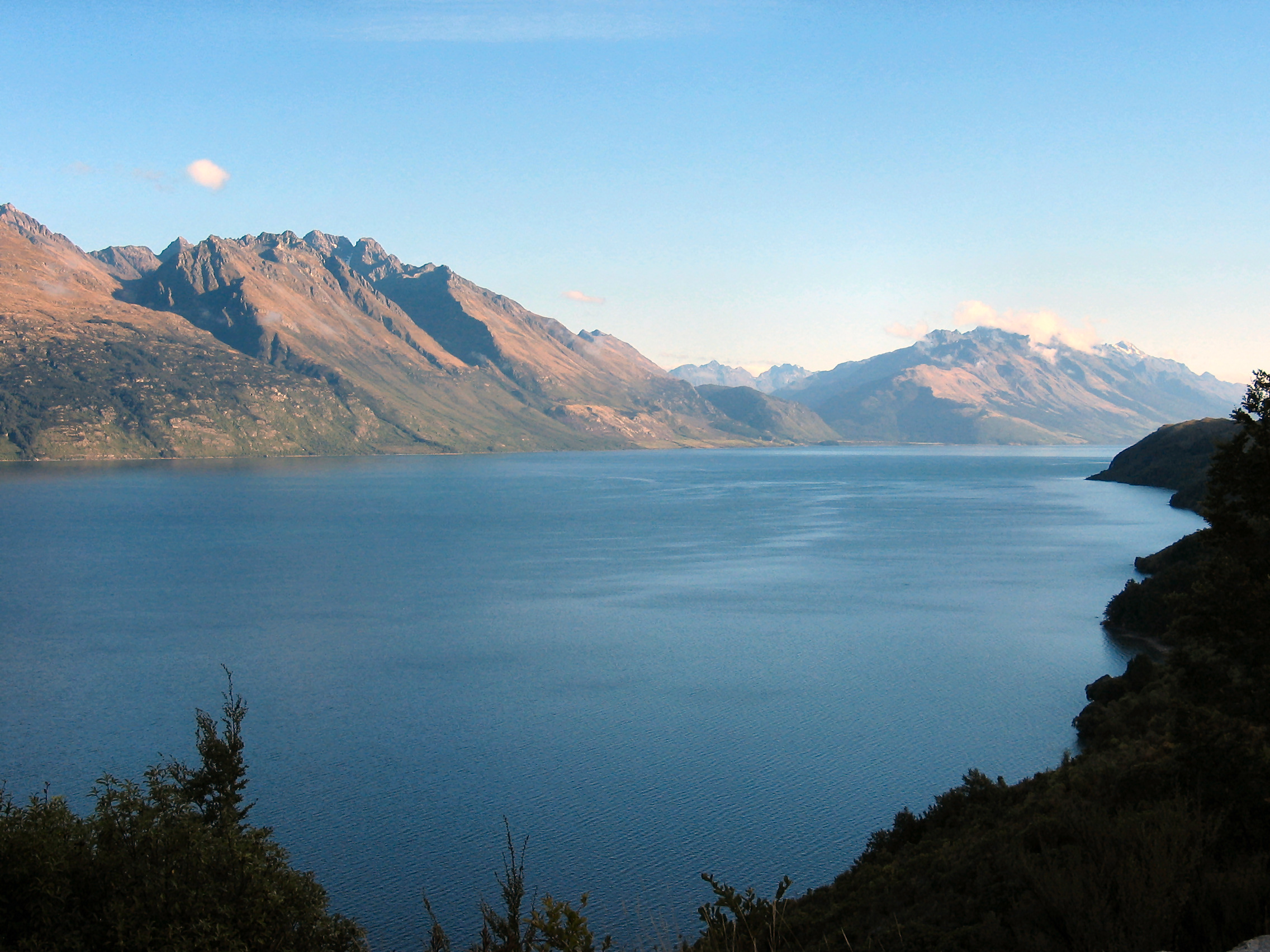
Lake Wakatipu von Queenstown aus gesehen.

Diese Liste umfasst die Seen in Neuseeland einschließlich künstlich angelegter Stauseen. Nach einer Liste der flächengrößten und tiefsten Seen folgt die nach Regionen geordnete Liste aller Seen.
Neuseeland besitzt 775 Seen mit mindestens  500 Metern Länge, die insgesamt 1,3 % der Landmasse Neuseelands bedecken.

## 30 flächengrößte Seen Neuseelands
| Rang | Name                           | Fläche    | Region         | Anmerkungen                                                   |
| ---- | ------------------------------ | --------- | -------------- | ------------------------------------------------------------- |
| 1    | Lake Taupō                     | 622,0 km² | Waikato        | Größter See Neuseelands, größter Süßwassersee Ozeaniens       |
| 2    | Lake Te Anau                   | 352,0 km² | Southland      | Größter See der Südinsel                                      |
| 3    | Lake Wakatipu                  | 291,0 km² | Otago          |                                                               |
| 4    | Lake Ellesmere / Te Waihora    | 197,6 km² | Canterbury     |                                                               |
| 5    | Lake Wānaka                    | 192,0 km² | Otago          |                                                               |
| 6    | Lake Pukaki                    | 179,5 km² | Canterbury     |                                                               |
| 7    | Te Whanga Lagoon               | 179,0 km² | Chatham Island | Größter See außerhalb der Nord- und Südinsel                  |
| 8    | Lake Manapouri                 | 142,0 km² | Southland      |                                                               |
| 9    | Lake Hāwea                     | 141,0 km² | Otago          |                                                               |
| 10   | Lake Tekapo                    | 095,0 km² | Canterbury     |                                                               |
| 11   | Lake Rotorua                   | 080,0 km² | Bay of Plenty  |                                                               |
| 12   | Lake Wairarapa                 | 078,0 km² | Wellington     |                                                               |
| 13   | Lake Benmore                   | 074,5 km² | Canterbury     | Größter Stausee Neuseelands                                   |
| 14   | Lake Hauroko                   | 063,0 km² | Southland      | Tiefster See Neuseelands                                      |
| 15   | Lake Rotorangi                 | 059,7 km² | Taranaki       | größter und längster See sowie Stausee in der Region Taranaki |
| 16   | Lake Ōhau                      | 059,3 km² | Canterbury     |                                                               |
| 17   | Lake Waikaremoana              | 055,7 km² | Hawke’s Bay    |                                                               |
| 18   | Lake Coleridge                 | 047,0 km² | Canterbury     |                                                               |
| 19   | Lake Poteriteri                | 042,5 km² | Southland      |                                                               |
| 20   | Lake Brunner / Moana           | 041,0 km² | West Coast     |                                                               |
| 21   | Lake Tarawera                  | 039,0 km² | Bay of Plenty  |                                                               |
| 22   | Lake Rotoiti (Bay of Plenty)   | 034,3 km² | Bay of Plenty  |                                                               |
| 23   | Lake Waikare (Waikato)         | 034,0 km² | Waikato        |                                                               |
| 24   | Ōkārito Lagoon                 | 032,4 km² | West Coast     |                                                               |
| 25   | Lake Monowai                   | 031,0 km² | Southland      |                                                               |
| 26   | Lake Aviemore                  | 028,8 km² | Canterbury     | Stausee für die Stromgewinnung                                |
| 27   | Lake Dunstan                   | 026,4 km² | Otago          | Stausee für die Stromgewinnung                                |
| 28   | Lake McKerrow/Whakatipu Waitai | 021,3 km² | Southland      |                                                               |
| 29   | Lake Kaniere                   | 014,5 km² | West Coast     |                                                               |
| 30   | Lake Ōmāpere                   | 014,0 km² | Northland      |                                                               |

## Tiefste Seen Neuseelands
- Lake Hauroko – 462 m
- Lake Manapouri – 444 m
- Lake Te Anau – 417 m
- Lake Hāwea – 392 m
- Lake Wakatipu – 380 m

Alle diese Seen befinden sich auf der Südinsel. Der tiefste See der Nordinsel ist der 248 m tiefe Lake Waikaremoana.

## Nordinsel

### Northland
| Name                                           | Distrikt           | Fläche ( km² / ha ) | Fläche ( km² / ha ) | Tiefe ( m ) | Bemerkungen |
| ---------------------------------------------- | ------------------ | ------------------- | ------------------- | ----------- | --- |
| Bulrush Lake (Northland)                       | Kaipara District   |                     | 11,0                |             | |
| Kai Iwi Lakes                                  | Far North District | 2,46                |                     | 38,8        | eine Gruppe von drei Seen: Lake Taharoa (Northland), Lake Waikere u. Lake Kaiiwi                                                  |
| Lake Half                                      | Far North District |                     | 0,6                 |             | |
| Lake Humuhumu                                  | Kaipara District   | 1,35                |                     | 15,2        | |
| Lake Kahuparere                                | Kaipara District   |                     | 6,3                 |             | |
| Lake Kaiiwi                                    | Kaipara District   |                     | 22,6                | 15,7        | |
| Lake Kaiwai                                    | Far North District |                     | 5,5                 |             | |
| Lake Kanono                                    | Kaipara District   |                     | 74,2                | 15,6        | ist ein Dünensee, dessen Seelevel über das Jahr um 1,87 m schwankt, auch die Fläche kann sich dann bis auf 80,42 Hektar ausdehnen |
| Lake Kapoai                                    | Kaipara District   |                     | 2,5                 |             | |
| Lake Karaka                                    | Kaipara District   |                     | 11,1                | 5,4         | Dünensee |
| Lake Karoro / Mathews                          | Kaipara District   |                     |                     |             | der See ist bis auf einen kleinen Tümpel ausgetrocknet                                                                            |
| Lake Kihona                                    | Far North District |                     | 6,6                 |             | |
| Lake Manuwai                                   | Far North District | 1,22                |                     |             | Stausee für die Trinkwasserversorgung                                                                                             |
| Lake Mōkeno                                    | Kaipara District   | 1,86                |                     | 6,5         | |
| Lake Morehurehu                                | Far North District |                     | 6,7                 |             | |
| Lake Ngakapua                                  | Far North District |                     | 5,0                 |             | der See beginnt auszutrocknen |
| Lake Ngakeketa                                 | Far North District |                     | 10,7                | 8,5         | Dünensee |
| Lake Ngatu                                     | Far North District |                     | 55,8                | 6,3         | Dünensee |
| Lake Ōmāpere                                   | Far North District | 14,0                |                     | 3,0         | größter See der Region Northland und des Far North District                                                                       |
| Lake Ora                                       | Whangarei District |                     | 2,8                 |             | |
| Lake Otapuiti                                  | Kaipara District   |                     | 4,3                 |             | |
| Lake Ōwhareiti                                 | Far North District | 1,10                |                     | 16,0        | |
| Lake Parawanui                                 | Kaipara District   |                     | 6,6                 |             | |
| Lake Puhau                                     | Far North District |                     |                     |             | Der See ist bis auf einen Tümpel ausgetrocknet                                                                                    |
| Lake Rotokawau (Northland, Kaipara Harbour)    | Kaipara District   |                     | 26,7                | 13,0        | |
| Lake Rotokawau (Northland, Karikari Peninsula) | Far North District |                     | 68,3                |             | |
| Lake Rotokawau (Northland, Aupōuri Peninsula)  | Far North District |                     | 16,0                | 3,4         | |
| Lake Rotokereru                                | Far North District |                     | 0,2                 |             | |
| Lake Rotomata                                  | Far North District |                     | 0,5                 |             | |
| Lake Rotootuauru                               | Kaipara District   |                     | 16,5                |             | Dünensee |
| Lake Rotopouua                                 | Kaipara District   |                     | 4,6                 |             | |
| Lake Rotoroa (Northland)                       | Far North District |                     | 30,8                |             | Dünensee |
| Lake Rototuna                                  | Kaipara District   |                     | 6,0                 |             | |
| Lake Rototuna Lower                            | Kaipara District   |                     | 1,0                 |             | |
| Lake Taeore                                    | Far North District |                     | 5,0                 |             | |
| Lake Taharoa (Northland)                       | Kaipara District   | 1,98                |                     | 38,8        | größter See des Kaipara District                                                                                                  |
| Lake Tairutu                                   | Far North District |                     |                     |             | der See ist ausgetrocknet |
| Lake Tauanui                                   | Far North District |                     | 7,0                 |             | |
| Lake Te Kahika                                 | Far North District |                     | 18,0                | 11,0        | Dünensee |
| Lake Waikanae                                  | Far North District |                     | 1,5                 |             | der See beginnt auszutrocknen |
| Lake Waikaramu                                 | Far North District | 2,22                |                     |             | der See ist fast komplett verlandet                                                                                               |
| Lake Waikere                                   | Far North District |                     | 26,5                | 19,5        | |
| Lake Waimimiha                                 | Far North District |                     | 11,0                |             | Dünensee |
| Lake Waingaro                                  | Far North District |                     | 44,0                |             | Stausee für die Trinkwasserversorgung und Landwirtschaft                                                                          |
| Lake Waingata                                  | Kaipara District   |                     | 11,7                |             | Dünensee |
| Lake Wainui                                    | Kaipara District   |                     | 4,2                 |             | |
| Lake Waiparera                                 | Far North District | 1,08                |                     | 5,2         | |
| Lake Waiporohita                               | Far North District |                     | 5,3                 |             | |
| Lake Wairere                                   | Kaipara District   |                     | 4,7                 |             | |
| Lake Whakaneke                                 | Kaipara District   |                     | 9,9                 |             | |
| Lake Whirirau                                  | Far North District |                     | 0,1                 |             | |
| Phoebes Lake                                   | Kaipara District   |                     | 1,2                 |             | |
| Rotopouri                                      | Kaipara District   |                     | 0,6                 |             | fast zur Hälfte ausgetrocknet |
| Salt Lake (Northland)                          | Far North District |                     | 1,4                 |             | |
| Shag Lake                                      | Kaipara District   |                     | 15,0                | 12,0        | |
| Split Lake                                     | Kaipara District   |                     |                     |             | der See ist ausgetrocknet |
| Swan Lake (Neuseeland)                         | Far North District |                     |                     |             | der See ist ausgetrocknet |
| The Big Lake                                   | Far North District |                     |                     |             | der See ist ausgetrocknet |
| Wahakari Lake                                  | Far North District |                     | 90,2                | 12,7        | |
| Waihopo Lake                                   | Far North District |                     | 5,8                 |             | |
| Waitahora Lagoon                               | Far North District |                     | 69,0                |             | |
| Whau Valley Earth Dam                          | Whangarei District |                     | 22,1                |             | Staudamm zu Wasserversorgung der Stadt Whangārei                                                                                  |

### Auckland Council
Viele der Seen des Auckland Council sind Stauseen im Einzugsgebiet der Waitākere Ranges und der Hunua Ranges, die zur Wasserversorgung der Region dienen.
| Name                        | Wards des Auckland Council | Fläche ( km² / ha ) | Fläche ( km² / ha ) | Tiefe ( m ) | Bemerkungen               |
| --------------------------- | -------------------------- | ------------------- | ------------------- | ----------- | ------------------------- |
| Cosseys Reservoir           | Franklin Ward              | 1,19                |                     | 29,0        | Trinkwassertalsperre      |
| Hays Creek Dam              | Franklin Ward              |                     | 13,9                | 20,7        | Trinkwassertalsperre      |
| Lake Karaka                 | Rodney Ward                |                     |                     |             | der See ist ausgetrocknet |
| Lake Kawaupaka              | Waitākere Ward             |                     | 10,3                |             |                           |
| Lake Keretā                 | Rodney Ward                |                     | 32,5                | 2,3         | Dünensee                  |
| Lake Kuwakatai              | Rodney Ward                |                     | 28,7                | 15,0        | Dünensee                  |
| Lake Ngakaru                | Rodney Ward                |                     |                     |             | der See ist ausgetrocknet |
| Lake Okaihau                | Waitākere Ward             |                     | 5,3                 |             |                           |
| Lake Paekawau               | Waitākere Ward             |                     | 3,2                 |             |                           |
| Lake Piripoua               | Rodney Ward                |                     |                     |             | der See ist ausgetrocknet |
| Lake Pokorua                | Franklin Ward              |                     | 25,9                | 4,5         |                           |
| Lake Poutoa                 | Rodney Ward                |                     |                     |             | der See ist ausgetrocknet |
| Lake Pupuke                 | North Shore Ward           | 1,10                |                     | 57,0        | Kratersee                 |
| Lake Rototoa                | Rodney Ward                | 1,62                |                     | 26,0        | Dünensee                  |
| Lake Waiataru               | Waitākere Ward             |                     | 0,6                 |             |                           |
| Lake Wainamu                | Waitākere Ward             |                     | 15,0                | 15,0        |                           |
| Lake Whatihua               | Franklin Ward              |                     | 3,1                 |             |                           |
| Lower Huia Reservoir        | Waitākere Ward             |                     | 47,0                | 33,5        | Trinkwassertalsperre      |
| Lower Nihotupu Reservoir    | Waitākere Ward             |                     | 51,1                | 18,4        | Trinkwassertalsperre      |
| Pēhiakura Lake              | Franklin Ward              |                     | 4,7                 |             |                           |
| Slipper Lake                | Rodney Ward                |                     | 9,0                 | 5,3         | Dünensee                  |
| Spectacle Lake (Neuseeland) | Rodney Ward                |                     | 43,8                | 7,0         | Dünensee                  |
| Tomarata Lake               | Rodney Ward                |                     | 14,4                | 6,0         | Dünensee                  |
| Upper Huia Reservoir        | Waitākere Ward             |                     | 18,0                | 33,1        | Trinkwassertalsperre      |
| Upper Nihotupu Reservoir    | Waitākere Ward             |                     | 10,2                | 33,9        | Trinkwassertalsperre      |
| Wairoa Reservoir            | Franklin Ward              | 1,00                |                     | 35,0        | Trinkwassertalsperre      |
| Waitākere Reservoir         | Waitākere Ward             |                     | 25,1                | 19,7        | Trinkwassertalsperre      |

### Waikato
| Name                            | Distrikt                              | Fläche ( km² / ha ) | Fläche ( km² / ha ) | Tiefe ( m ) | Bemerkungen                                                                                        |
| ------------------------------- | ------------------------------------- | ------------------- | ------------------- | ----------- | -------------------------------------------------------------------------------------------------- |
| Alum Lake                       | Taupō District                        |                     |                     |             | der See ist ausgetrocknet                                                                          |
| Blue Lake (Mount Tongariro)     | Taupō District                        |                     | 16,0                | 16,6        | Kratersee mit wechselnden Größen und Wasserständen                                                 |
| Champagne Pool                  | Rotorua District                      |                     | 0,4                 | 62,0        | Wai-O-Tapu von Heißwasserquelle gespeist                                                           |
| Emerald Lakes                   | Taupō District                        |                     | 1,0                 |             | 3 kleine Seen mit wechselnden Größen und Wasserständen auf dem Mount Tongariro auf ca. 1670 m Höhe |
| Hamareha Lakes                  | South Waikato District                |                     | 0,7                 |             | 3 kleine Seen                                                                                      |
| Hardcastle Lagoon               | Rotorua District                      |                     | 46,0                |             | Lagune am Waikato River                                                                            |
| Horseshoe Lake (Waikato)        | Hamilton                              |                     | 3,1                 |             | |
| Lake A                          | Waikato District                      |                     | 2,7                 | 3,4         | Torfhaltiger See, auch Lake Whakatangi genannt                                                     |
| Lake Arapuni                    | South Waikato District                | 9,30                |                     | 49,0        | Stausee für die Stromerzeugung                                                                     |
| Lake Aratiatia                  | Taupō District                        |                     | 50,0                | 11,0        | Stausee für ein Wasserkraftwerk                                                                    |
| Lake Areare                     | Waikato District                      |                     | 33,0                | 5,1         | |
| Lake Ātiamuri                   | South Waikato District Taupō District | 2,20                |                     | 31,0        | Stausee für die Stromerzeugung                                                                     |
| Lake B                          | Waikato District                      |                     | 12,0                | 1,3         | Torfhaltiger See, auch Lake Kaituna genannt                                                        |
| Lake C                          | Waikato District                      |                     | 2,6                 | 1,0         | Torfhaltiger See, auch Lake Komakorau genannt                                                      |
| Lake Cameron (Waikato)          | Waipa District                        |                     | 4,2                 |             | |
| Lake D                          | Waikato District                      |                     | 25,0                | 6,7         | Torfhaltiger See, auch Lake Kainui genannt                                                         |
| Lake E                          | Waikato District                      |                     | 6,7                 | 1,0         | Torfhaltiger See, auch Lake Tunawhakaheke genannt                                                  |
| Lake Hakanoa                    | Waikato District                      |                     | 52,0                | 2,5         | |
| Lake Harihari                   | Waitomo District                      |                     | 18,4                | 8,5         | |
| Lake Hinemaiaia (A)             | Taupō District                        |                     | 21,8                |             | Stausee für die Stromerzeugung                                                                     |
| Lake Hinemaiaia (C)             | Taupō District                        |                     | 12,1                |             | Stausee für die Stromerzeugung                                                                     |
| Lake Hotoananga                 | Waikato District                      |                     | 19,0                | 3,5         | |
| Lake Karapiro                   | Waipa District                        | 7,70                |                     | 34,0        | Stausee für die Stromerzeugung                                                                     |
| Lake Kimihia                    | Waikato District                      |                     | 44,0                |             | Der See trocknete im Sommer aus und wurde ab 2022 restauriert                                      |
| Lake Kopuera                    | Waikato District                      |                     | 52,0                | 1,5         | See mit kulturellem Hintergrund für die Māori                                                      |
| Lake Koraha                     | Otorohanga District                   |                     | 0,5                 |             | |
| Lake Koromatua                  | Waipa District                        |                     | 8,6                 |             | |
| Lake Kuratau                    | Taupō District                        | 1,00                |                     |             | |
| Lake Mangahia                   | Waipa District                        |                     | 8,8                 |             | |
| Lake Mangakaware                | Waipa District                        |                     | 15,0                | 4,8         | |
| Lake Maraetai                   | South Waikato District                | 4,12                |                     | 68,0        | Stausee für die Stromerzeugung                                                                     |
| Lake Maratoto                   | Waipa District                        |                     | 18,0                | 7,1         | mit einem pH-Wert von 5,4 sehr saurer See                                                          |
| Lake Moananui                   | South Waikato District                |                     | 7,6                 |             | |
| Lake Ngahewa                    | Rotorua District                      |                     | 8,3                 |             | |
| Lake Ngakoro                    | Rotorua District                      |                     | 7,5                 |             | |
| Lake Ngaroto                    | Waipa District                        |                     | 91,8                | 3,8         | |
| Lake Ngarotoiti                 | Waipa District                        |                     | 3,4                 |             | |
| Lake Numiti                     | Waitomo District                      |                     | 15,8                | 9,1         | zählt zu der Gruppe der Taharoa Lakes                                                              |
| Lake Ohakuri                    | Rotorua District Taupō District       | 12,90               |                     | 40,0        | Stausee für die Stromerzeugung                                                                     |
| Lake Ohinewai                   | Waikato District                      |                     | 16,0                | 4,5         | |
| Lake Okoroire                   | South Waikato District                |                     | 2,7                 |             | See teilweise verlandet                                                                            |
| Lake Okowhao                    | Waikato District                      |                     | 8,1                 |             | |
| Lake Opouri                     | Rotorua District                      |                     | 22,3                | 25,0        | Kratersee, auch als Lake Ngapouri bekannt                                                          |
| Lake Orotu                      | Rotorua District                      |                     | 4,3                 |             | |
| Lake Otamatearoa                | Waikato District                      |                     | 5,8                 |             | |
| Lake Parangi                    | Otorohanga District                   |                     | 12,2                | 16,0        | |
| Lake Pataka                     | Waipa District                        |                     | 4,0                 |             | |
| Lake Pikopiko                   | Waikato District                      |                     | 4,4                 |             | |
| Lake Piopio                     | Waitomo District                      |                     | 0,5                 |             | |
| Lake Puketi                     | Waikato District                      |                     | 4,7                 |             | |
| Lake Puketirini                 | Waikato District                      |                     | 54,0                | 64          | See durch Aufgabe des Kohletagebau entstanden                                                      |
| Lake Rotoaira                   | Taupō District                        | 13,00               |                     | 14,0        | |
| Lake Rotohoko                   | South Waikato District                |                     | 0,2                 |             | |
| Lake Rotoiti (Waikato)          | Waikato District                      |                     | 0,5                 |             | |
| Lake Rotokauri                  | Waikato District                      |                     | 38,0                | 4,0         | |
| Lake Rotokawa (Waikato)         | Taupō District                        |                     | 66,7                |             | |
| Lake Rotokawau (Waikato)        | Waikato District                      |                     | 18,9                | 1,2         | |
| Lake Rotokotuku                 | Waitomo District                      |                     | 1,0                 |             | |
| Lake Rotomanuka (North)         | Waipa District                        |                     | 18,2                | 8,7         | Schwestersee des Lake Rotomanuka (South)                                                           |
| Lake Rotomanuka (South)         | Waipa District                        |                     | 7,3                 | 4,8         | Schwestersee des Lake Rotomanuka (North)                                                           |
| Lake Rotongaio (Waikato)        | Taupō District                        |                     | 34,0                | 22,0        | |
| Lake Rotongaro                  | Waikato District                      | 2,92                |                     | 3,3         | |
| Lake Rotongaroiti               | Waikato District                      |                     | 53,0                | 2,0         | |
| Lake Rotongata (Waikato)        | Waipa District                        |                     | 5,9                 |             | |
| Lake Rotopotaka                 | Waipa District                        |                     | 1,0                 |             | |
| Lake Rotopounamu (Waikato)      | Taupō District                        | 1,00                |                     | 9,0         | Kratersee                                                                                          |
| Lake Rotoroa / Hamilton Lake    | Hamilton                              |                     | 55,0                | 6,0         | |
| Lake Rotoroa (Waitomo District) | Waitomo District                      |                     | 22,4                |             | zählt zu der Gruppe der Taharoa Lakes                                                              |
| Lake Rototapu                   | Waitomo District                      |                     | 1,9                 |             | |
| Lake Ruatuna                    | Waipa District                        |                     | 13,0                | 3,2         | |
| Lake Serpentine                 | Waipa District                        |                     | 7,9                 |             | |
| Lake Taharoa (Waikato)          | Waitomo District                      | 2,16                |                     | 9,2         | zählt zu der Gruppe der Taharoa Lakes                                                              |
| Lake Taupō                      | Taupō District                        | 622,00              |                     | 160,0       | Kratersee, größter See Neuseelands                                                                 |
| Lake Te Kapa                    | Waikato District                      |                     | 0,7                 |             | |
| Lake Te Ko Utu                  | Waipa District                        |                     | 5,8                 |             | in der Stadt Cambridge                                                                             |
| Lake Te Rotopupu                | Otorohanga District                   |                     | 0,5                 |             | |
| Lake Tutaeinanga                | Rotorua District                      |                     | 2,8                 |             | |
| Lake Waahi                      | Waikato District                      | 4,61                |                     | 5,0         | |
| Lake Waikare (Waikato)          | Waikato District                      | 34,00               |                     | 2,0         | |
| Lake Waipapa                    | South Waikato District                | 1,60                |                     | 22,0        | Stausee für die Stromerzeugung                                                                     |
| Lake Waitamoumou                | Waikato District                      |                     | 0,5                 |             | |
| Lake Waiwhata                   | Waikato District                      |                     | 1,3                 |             | |
| Lake Whakamaru                  | South Waikato District                | 7,40                |                     | 26,0        | Stausee für die Stromerzeugung                                                                     |
| Lake Whangape                   | Waikato District                      | 11,97               |                     | 6,8         | |
| Leesons Pond                    | Waikato District                      |                     | 1,8                 |             | |
| Mangatangi Reservoir            | Franklin District                     | 1,79                |                     | 54,0        | Trinkwassertalsperre                                                                               |
| Opal Lake                       | Rotorua District                      |                     | 0,5                 |             | |
| Parkinsons Lake                 | Rodney District                       |                     | 1,9                 |             | |
| Rotowhero (Green Lake)          | Rotorua District                      |                     | 2,4                 |             | |
| Sulphur Lagoon                  | Taupō District                        |                     | 1,3                 |             | Kratersee mit wechselnden Größen und Wasserständen                                                 |
| Upper Mangatāwhiri Reservoir    | Franklin District                     | 1,36                |                     | 27,0        | Trinkwassertalsperre                                                                               |
| Upper Tama                      | Taupō District                        |                     | 32,0                | 10,5        | Kratersee zusammen mit dem Lower Tama zw. Mount Ruapehu und Mount Ngauruhoe liegend                |
| Whangioterangi (Echo Lake)      | Rotorua District                      |                     | 2,8                 |             | |
| Whiritoa Lagoon                 | Thames-Coromandel District            |                     | 0,8                 |             | |

### Bay of Plenty
| Name                           | Distrikt                            | Fläche ( km² / ha ) | Fläche ( km² / ha ) | Tiefe ( m ) | Bemerkungen                                                                           |
| ------------------------------ | ----------------------------------- | ------------------- | ------------------- | ----------- | ------------------------------------------------------------------------------------- |
| Arahaki Lagoon                 | Taupō District                      |                     | 2,3                 |             |                                                                                       |
| Crater Lake (Whakaari)         | Whakatāne District                  |                     | 7,0                 |             | Whakaari / White Island                                                               |
| Flaxy Lake                     | Taupō District                      |                     | 5,5                 |             | Stausee                                                                               |
| Frying Pan Lake                | Rotorua Lakes                       |                     | 3,8                 | 20,9        | Kratersee                                                                             |
| Hinemoa Pool                   | Rotorua District                    |                     |                     |             | Mokoia Island im Lake Rotorua; See im Wald nicht aufzufinden                          |
| Inferno Crater Lake            | Rotorua Lakes                       |                     | 0,7                 |             |                                                                                       |
| Lake Āniwhenua                 | Whakatāne District                  | 2,55                |                     | 10,0        | Stausee für die Stromerzeugung                                                        |
| Lake Aroarotamahine            | Western Bay of Plenty District      |                     | 10,6                | 18,3        | auf der Insel Mayor Island / Tūhua                                                    |
| Lake Mangatutara               | Opotiki District                    |                     | 0,9                 |             |                                                                                       |
| Lake Matahina                  | Whakatāne District                  | 2,25                |                     |             | Stausee für die Stromerzeugung                                                        |
| Lake Maui                      | Rotorua District                    |                     |                     |             | See im Wald nicht aufzufinden                                                         |
| Lake McLaren                   | Western Bay of Plenty District      |                     | 18,4                |             | Stausee für die Stromerzeugung                                                        |
| Lake Ngawhero                  | Rotorua District                    |                     | 4,0                 |             |                                                                                       |
| Lake Ōkareka                   | Rotorua District                    | 3,29                |                     | 33,5        | Kratersee                                                                             |
| Lake Okaro                     | Rotorua District                    |                     | 30,0                |             |                                                                                       |
| Lake Ōkataina                  | Rotorua District                    | 10,80               |                     | 79,0        | Kratersee                                                                             |
| Lake Onerahi                   | Whakatāne District                  |                     | 0,2                 |             | der See ist fast ausgetrocknet                                                        |
| Lake Otumahi                   | Whakatāne District                  |                     | 6,7                 |             |                                                                                       |
| Lake Pouarua                   | Taupō District                      |                     | 91,0                |             |                                                                                       |
| Lake Pupuwharau                | Whakatāne District Kawerau District |                     | 21,5                |             |                                                                                       |
| Lake Rerewhakaaitu             | Rotorua District                    | 6,32                |                     | 15,0        |                                                                                       |
| Lake Rotoatua                  | Rotorua District                    |                     | 6,5                 |             |                                                                                       |
| Lake Rotoehu                   | Rotorua District                    | 8,10                |                     | 13,5        | Kratersee                                                                             |
| Lake Rotoiti (Bay of Plenty)   | Rotorua District                    | 34,30               |                     | 93,5        | Kratersee                                                                             |
| Lake Rotoitipaku               | Whakatāne District                  |                     | 4,3                 |             |                                                                                       |
| Lake Rotokākahi / Green Lake   | Rotorua District                    | 4,50                |                     | 32,0        | Kratersee (Green Lake)                                                                |
| Lake Rotokawa (Bay of Plenty)  | Rotorua District                    |                     | 5,5                 |             |                                                                                       |
| Lake Rotokawau (Bay of Plenty) | Rotorua District                    |                     | 52,0                | 74,0        | Maar, Kratersee                                                                       |
| Lake Rotomā                    | Rotorua District                    | 11,12               |                     | 83,0        | Kratersee                                                                             |
| Lake Rotomahana                | Rotorua District                    | 7,95                |                     | 125,0       |                                                                                       |
| Lake Rotongata (Bay of Plenty) | Rotorua District                    |                     | 0,5                 |             |                                                                                       |
| Lake Rotongata (Mirror Lake)   | Rotorua District                    |                     | 0,7                 |             |                                                                                       |
| Lake Rotoroa (Bay of Plenty)   | Whakatāne District                  |                     | 44,5                |             | Der See besteht aus vier Teilen, die durch Absperrbauwerke voneinander separiert sind |
| Lake Rotorua                   | Rotorua District                    | 80,00               |                     | 26,0        |                                                                                       |
| Lake Tahuna                    | Whakatāne District                  |                     | 2,5                 |             |                                                                                       |
| Lake Taikehu                   | Whakatāne District                  |                     | 2,5                 |             |                                                                                       |
| Lake Tamurenui                 | Whakatāne District                  |                     | 6,9                 |             |                                                                                       |
| Lake Tarawera                  | Rotorua District                    | 39,00               |                     | 87,0        |                                                                                       |
| Lake Te Hapua                  | Rotorua District                    |                     | 4,2                 |             |                                                                                       |
| Lake Te Paritu                 | Western Bay of Plenty District      |                     | 3,1                 |             | auf der Insel Mayor Island / Tūhua                                                    |
| Lake Te Rotoroniu              | Rotorua District                    |                     | 0,2                 |             |                                                                                       |
| Lake Waikoura                  | Western Bay of Plenty District      |                     |                     |             | der See ist ausgetrocknet                                                             |
| Southern Crater Lake           | Rotorua Lakes                       |                     | 1,1                 |             |                                                                                       |
| Te Matahī Lagoon               | Rotorua District                    |                     | 7,7                 |             |                                                                                       |
| Te Onewhero Lagoon             | Rotorua District                    |                     | 9,0                 |             |                                                                                       |
| Te Whekau Lagoon               | Rotorua District                    |                     | 1,3                 |             | Kratersee                                                                             |
| Tikitapu/Blue Lake             | Rotorua District                    | 1,46                |                     | 27,5        | Kratersee                                                                             |
| Whakarewa Lagoon               | Rotorua District                    |                     | 10,0                |             |                                                                                       |

### Gisborne District
| Name               | Fläche ( km² / ha ) | Fläche ( km² / ha ) | Tiefe ( m ) | Bemerkungen |
| ------------------ | ------------------- | ------------------- | ----------- | ----------- |
| Lake Karangata     |                     | 10,1                |             |             |
| Lake Repongaere    |                     | 35,8                |             |             |
| Lake Rotokaha      |                     | 8,9                 |             |             |
| Otopotehetehe Lake |                     | 1,5                 |             |             |
| Tiniroto Lakes     |                     | 5,0                 |             |             |
| Wherowhero Lagoon  | 1.47                |                     |             |             |

### Hawke’s Bay
| Name                           | Distrikt                     | Fläche ( km² / ha ) | Fläche ( km² / ha ) | Tiefe ( m ) | Bemerkungen                                                                            |
| ------------------------------ | ---------------------------- | ------------------- | ------------------- | ----------- | -------------------------------------------------------------------------------------- |
| Awamate Lagoons                | Wairoa District              |                     | 0,8                 |             |                                                                                        |
| Blue Lake (Hawke’s Bay)        | Hastings District            |                     | 0,4                 |             |                                                                                        |
| Hikaka                         | Wairoa District              |                     | 1,3                 |             |                                                                                        |
| Horseshoe Lake (Hawke’s Bay)   | Central Hawke’s Bay District |                     | 34,6                |             |                                                                                        |
| Hurimoana Swamp                | Hastings District            |                     | 19,0                |             | ständig mit Wasser bedeckter Sumpf                                                     |
| Kaipo Lagoon                   | Wairoa District              |                     | 4,4                 |             |                                                                                        |
| Kautuku Swamp                  | Hastings District            |                     | 13,0                |             | ständig mit Wasser bedeckter Sumpf                                                     |
| Lake Horotea                   | Rangitikei District          |                     | 3,3                 |             |                                                                                        |
| Lake Kaitawa                   | Wairoa District              |                     | 5,0                 |             | Stausee zur Stromerzeugung                                                             |
| Lake Kiriopukae                | Wairoa District              |                     | 10,6                |             | See hat stark wechselnde Wasserstände                                                  |
| Lake Opouahi                   | Hastings District            |                     | 5,5                 |             |                                                                                        |
| Lake Orakai                    | Wairoa District              |                     | 3,4                 |             |                                                                                        |
| Lake Pohue                     | Hastings District            |                     | 4,4                 |             |                                                                                        |
| Lake Poukawa                   | Hastings District            |                     | 94,0                | 1,0         | Fossillagerstätte                                                                      |
| Lake Rotongaio (Hawke’s Bay)   | Wairoa District              |                     | 9,9                 |             |                                                                                        |
| Lake Rotonuiaha                | Wairoa District              |                     | 44,0                | 30,0        |                                                                                        |
| Lake Rotopounamu (Hawke’s Bay) | Wairoa District              |                     | 3,4                 |             |                                                                                        |
| Lake Rotoroa (Hawke’s Bay)     | Wairoa District              |                     | 14,7                | 16,0        |                                                                                        |
| Lake Ruapani                   | Wairoa District              |                     | 6,9                 |             |                                                                                        |
| Lake Ruapapa                   | Wairoa District              |                     | 42,0                |             | Stausee zur Stromerzeugung                                                             |
| Lake Tamaharau                 | Wairoa District              |                     | 0,9                 |             |                                                                                        |
| Lake Te Rotookiwa              | Hastings District            |                     | 12,0                |             | See stark verlandet und zuweilen ausgetrocknet                                         |
| Lake Tūtira                    | Hastings District            | 1,74                |                     | 42,0        |                                                                                        |
| Lake Waikareiti                | Wairoa District              | 3,84                |                     |             | See mit sechs Inseln                                                                   |
| Lake Waikaremoana              | Wairoa District              | 55,70               |                     | 248,0       | größter See in der Region Hawke's Bay                                                  |
| Lake Waikopiro                 | Hastings District            |                     | 11,4                |             |                                                                                        |
| Lake Whakamarino               | Wairoa District              |                     | 29,2                |             | Stausee zur Stromerzeugung                                                             |
| Lake Whalehole                 | Hastings District            |                     | 0,7                 |             |                                                                                        |
| Lake Whatumā                   | Central Hawke’s Bay District | 1,44                |                     |             | auf vielen Karten noch Hatuma Lake genannt                                             |
| Lake Wherowhero                | Wairoa District              |                     | 1,5                 |             |                                                                                        |
| Long Range Lake                | Central Hawke’s Bay District |                     | 11,3                |             |                                                                                        |
| Maungawhio Lagoon              | Wairoa District              |                     | 75,0                |             |                                                                                        |
| Mauriahea                      | Wairoa District              |                     | 0,3                 |             |                                                                                        |
| Ngamotu Lagoon                 | Wairoa District              |                     | 37,0                |             |                                                                                        |
| Ngutu Manu                     | Wairoa District              |                     | 0,2                 |             |                                                                                        |
| Ohuia Lagoon                   | Wairoa District              |                     | 52,5                |             |                                                                                        |
| Oingo Lake                     | Hastings District            |                     | 85,0                | 2,9         |                                                                                        |
| Pakiaka                        | Wairoa District              |                     | 0,2                 |             |                                                                                        |
| Potaka Lake                    | Hastings District            |                     | 2,2                 |             |                                                                                        |
| Potaka (Neuseeland)            | Wairoa District              |                     | 1,0                 |             |                                                                                        |
| Purimu Lake                    | Central Hawke’s Bay District |                     | 12,3                |             |                                                                                        |
| Rotoroa (Hawke’s Bay)          | Hastings District            |                     | 3,8                 |             | vormals zusammen mit dem Rototuna The Lakes genannt                                    |
| Rototuna                       | Hastings District            |                     | 7,1                 |             | vormals zusammen mit dem Rotoroa (Hawke’s Bay) The Lakes genannt                       |
| Rūnanga Lake                   | Hastings District            | 1,00                |                     | 1,7         |                                                                                        |
| Te Paeroa Lagoon               | Wairoa District              | 1,12                |                     |             |                                                                                        |
| Te Roto Kare                   | Hastings District            |                     | 18,0                |             |                                                                                        |
| Te Whakatutu                   | Wairoa District              |                     | 1,0                 |             |                                                                                        |
| The Lakes (Hawke’s Bay)        | Hastings District            |                     | 10,9                |             | Zwei Seen: Rototuna und Rotoroa. In alten Karten noch zusammen The Lakes genannt       |
| Umuomahu                       | Wairoa District              |                     | 1,0                 |             |                                                                                        |
| Waihoratuna Lagoon             | Wairoa District              |                     | 20,0                |             | Die Fläche schwankt je nach Regenwasserzulauf von ca. 10 Hektar bis 30 Hektar und mehr |
| Wairau Lagoon                  | Wairoa District              |                     | 35,0                |             | durch Aufschüttungen in sieben Teile unterteiltes Gewässer                             |
| Whakaki Lagoon                 | Wairoa District              | 5,34                |                     |             |                                                                                        |
| Whakamahi Lagoon               | Wairoa District              |                     | 17,0                |             |                                                                                        |
| Whano O Ruapani                | Wairoa District              |                     | 1,6                 |             |                                                                                        |

### Taranaki
| Name                      | Distrikt                | Fläche ( km² / ha ) | Fläche ( km² / ha ) | Tiefe ( m ) | Bemerkungen                                                                   |
| ------------------------- | ----------------------- | ------------------- | ------------------- | ----------- | ----------------------------------------------------------------------------- |
| Lake Dive                 | South Taranaki District |                     | 1,2                 |             |                                                                               |
| Lake Herengawe            | South Taranaki District |                     | 13,1                |             |                                                                               |
| Lake Mangamahoe           | New Plymouth District   |                     | 30,0                |             | Stausee zur Trinkwasserversorgung und zur Stromerzeugung                      |
| Lake Mangawhio            | South Taranaki District |                     | 6,7                 |             |                                                                               |
| Lake Moumahaki            | South Taranaki District |                     | 28,8                |             |                                                                               |
| Lake Okoia                | South Taranaki District |                     | 3,2                 |             |                                                                               |
| Lake Oturi                | South Taranaki District |                     | 10,9                |             |                                                                               |
| Lake Ratapiko             | New Plymouth District   |                     | 26,6                | 4,0         |                                                                               |
| Lake Rotokare             | South Taranaki District |                     | 17,8                | 6,0         | Tiefenangabe bezieht sich auf die mittlere Tiefe                              |
| Lake Rotokohu             | South Taranaki District |                     | 0,2                 |             |                                                                               |
| Lake Rotomanu             | New Plymouth District   |                     | 10,7                |             |                                                                               |
| Lake Rotorangi            | South Taranaki District | 59,73               |                     | 60,0        | Stausee zu Stromerzeugung und mit 45 km Länge der längest Stausee Neuseelands |
| Lake Waiau (Neuseeland)   | South Taranaki District |                     | 25,2                |             |                                                                               |
| Lake Waikare (Taranaki)   | South Taranaki District |                     | 6,6                 |             |                                                                               |
| Lake Waikato              | South Taranaki District |                     | 2,9                 |             |                                                                               |
| Murphys Lake              | Stratford District      |                     |                     |             | am Südosthang des Taranaki, weniger als 0,1 Hektar                            |
| Rotokare / Barrett Lagoon | New Plymouth District   |                     | 4,8                 |             |                                                                               |
| Tapuarau Lagoon           | South Taranaki District |                     | 6,5                 |             |                                                                               |
| Waipu Lagoons             | New Plymouth District   |                     | 5,8                 |             |                                                                               |

### Manawatū-Whanganui
| Name                                   | Distrikt              | Fläche ( km² / ha ) | Fläche ( km² / ha ) | Tiefe ( m ) | Bemerkungen |
| -------------------------------------- | --------------------- | ------------------- | ------------------- | ----------- | --- |
| Coe's Hole                             | Whanganui District    |                     | 1,7                 |             | |
| Crater Lake (Neuseeland)               | Ruapehu District      |                     | 21,8                |             | Kratersee des Mount Ruapehu |
| Kaitoke Lake                           | Whanganui District    |                     | 22,9                |             | |
| Karere Lagoon                          | Manawatu District     |                     | 3,4                 |             | |
| Lake Alice (Manawatu-Wanganui)         | Rangitikei District   |                     | 12,0                | 3,2         | |
| Lake Bernard (Manawatu-Wanganui)       | Rangitikei District   |                     | 8,2                 |             | |
| Lake Colenso (Kokopunui)               | Rangitikei District   |                     | 3,7                 |             | |
| Lake Dudding                           | Rangitikei District   |                     | 8,5                 |             | |
| Lake Hawkes                            | Ruapehu District      |                     | 2,5                 |             | |
| Lake Heaton                            | Rangitikei District   |                     | 14,6                |             | |
| Lake Herbert                           | Rangitikei District   |                     | 4,5                 |             | |
| Lake Hickson                           | Rangitikei District   |                     | 2,1                 |             | |
| Lake Horowhenua                        | Horowhenua District   | 2,90                |                     |             | |
| Lake Huritini                          | Horowhenua District   |                     | 2,1                 |             | |
| Lake Kaikokopu                         | Manawatu District     |                     | 11,0                |             | |
| Lake Kohata                            | Whanganui District    |                     | 4,8                 |             | |
| Lake Koitiata                          | Rangitikei District   |                     | 12,1                |             | |
| Lake Koputara                          | Horowhenua District   |                     | 11,5                | 1,0         | |
| Lake Marahau                           | Whanganui District    |                     | 8,5                 |             | |
| Lake Maungarataiti                     | Rangitikei District   |                     | 3,9                 |             | |
| Lake Maungaratanui                     | Rangitikei District   |                     | 6,3                 |             | |
| Lake Meremere                          | Rangitikei District   |                     | 0,5                 |             | |
| Lake Moawhango                         | Ruapehu District      | 4,59                |                     | 60,0        | Stausee zur Stromerzeugung und größter See in der Region Manawatu-Wanganui                                                                            |
| Lake Namunamu                          | Rangitikei District   |                     | 14,6                | 19,1        | |
| Lake Ngaruru                           | Rangitikei District   |                     | 8,1                 |             | |
| Lake Oraekomiko                        | Rangitikei District   |                     | 1,6                 |             | |
| Lake Otamangakau                       | Ruapehu District      | 1,55                |                     | 12,0        | Stausee zur mittelbaren Stromerzeugung, besitzt über zwei Kanäle Verbindungen zu Lake Te Whaiau und Lake Rotoaira                                     |
| Lake Otamataraha                       | Ruapehu District      |                     | 1,3                 |             | |
| Lake Papaitonga                        | Horowhenua District   |                     | 52,0                | 1,0         | |
| Lake Pauri                             | Whanganui District    |                     | 18,6                |             | |
| Lake Poroa                             | Rangitikei District   |                     | 7,6                 |             | |
| Lake Pounamu                           | Rangitikei District   |                     | 1,8                 |             | |
| Lake Rotokauwau                        | Whanganui District    |                     | 4,4                 |             | |
| Lake Rotokura                          | Ruapehu District      |                     | 5,7                 |             | |
| Lake Rotorua (Manawatu-Wanganui)       | Rangitikei District   |                     | 2,4                 |             | |
| Lake Surprise                          | Ruapehu District      |                     | 1,0                 |             | |
| Lake Te Whaiau                         | Ruapehu District      |                     | 5,9                 |             | Stausee zu dem über den Otamangakau Canal eine Verbindung zum Lake Otamangakau besteht                                                                |
| Lake Vipan                             | Rangitikei District   |                     | 7,2                 |             | |
| Lake Virginia (Wanganui)               | Whanganui District    |                     | 7,0                 |             | See befindet sich im Stadtgebiet von Whanganui |
| Lake Waipu                             | Rangitikei District   |                     | 8,2                 |             | |
| Lake Waiwahi                           | Rangitikei District   |                     | 0,3                 |             | |
| Lake Westmere                          | Whanganui District    |                     | 8,1                 | 23,4        | |
| Lake William (Manawatu-Wanganui)       | Rangitikei District   |                     | 7,2                 |             | |
| Lake Wiritoa                           | Whanganui District    |                     | 22,0                |             | |
| Lower Tama                             | Ruapehu District      |                     | 23,2                | 24,2        | Kratersee zusammen mit dem Upper Tama zw. Mount Ruapehu und Mount Ngauruhoe liegend                                                                   |
| Mahangaiti Lake                        | Tararua District      |                     | 2,4                 |             | |
| Mangahao Upper No. 1 Reservoir         | Horowhenua District   |                     | 19,5                | 35,2        | Stausee dient zusammen über das Mangahao Lower No. 2 Reservoir und das Tokomaru No 3 Reservoir zur Stromerzeugung                                     |
| Mangahao Lower No. 2 Reservoir         | Horowhenua District   |                     | 13,5                |             | Stausee dient zusammen mit dem Mangahao Upper No. 1 Reservoir und über das Tokomaru No 3 Reservoir zur Stromerzeugung                                 |
| Marton Reservoirs                      | Rangitikei District   |                     | 20,0                |             | 2 direkt hintereinanderliegende Stauseen zur Wasserversorgung, siehe Marton Reservoirs (nördlicher Stausee) und Marton Reservoirs (südlicher Stausee) |
| Marton Reservoirs (nördlicher Stausee) | Rangitikei District   |                     | 6,0                 |             | einer von direkt hintereinanderliegende Stauseen zur Wasserversorgung, siehe auch Marton Reservoirs (südlicher Stausee)                               |
| Marton Reservoirs (südlicher Stausee)  | Rangitikei District   |                     | 14,0                |             | einer von direkt hintereinanderliegende Stauseen zur Wasserversorgung, siehe auch Marton Reservoirs (nördlicher Stausee)                              |
| Ohinetonga Lagoon                      | Ruapehu District      |                     | 1,0                 |             | |
| Omanuka Lagoon                         | Manawatu District     |                     | 9,2                 |             | |
| Pukepuke Lagoon                        | Manawatu District     |                     | 14,5                |             | |
| Rotoataha Lake                         | Tararua District      |                     | 3,3                 |             | |
| Rotokawa                               | Ruapehu District      |                     | 0,1                 |             | See ist fast ausgetrocknet |
| Tokomaru No. 3 Reservoir               | Horowhenua District   |                     | 8,4                 |             | Stausee dient zusammen mit dem Mangahao Upper No. 1 Reservoir und dem Mangahao Lower No. 2 Reservoir zur Stromerzeugung                               |
| Turitea Dams                           | Palmerston North City |                     | 17,1                |             | 2 hintereinander gesetzte Stauseen zur Trinkwasserversorgung                                                                                          |
| Turitea Dams (östlicher Stausee)       | Palmerston North City |                     | 13,6                |             | der östliche von zwei Stauseen zur Trinkwasserversorgung                                                                                              |
| Turitea Dams (westlicher Stausee)      | Palmerston North City |                     | 3,5                 |             | der westliche von zwei Stauseen zur Trinkwasserversorgung                                                                                             |

### Wellington
| Name                       | Distrikt                 | Fläche ( km² / ha ) | Fläche ( km² / ha ) | Tiefe ( m ) | Bemerkungen                          |
| -------------------------- | ------------------------ | ------------------- | ------------------- | ----------- | ------------------------------------ |
| Battery Pond               | South Wairarapa District |                     | 0,5                 |             |                                      |
| Boggy Pond Lagoon          | South Wairarapa District |                     | 70,0                |             |                                      |
| Horseshoe Lagoon           | South Wairarapa District |                     | 0,3                 |             |                                      |
| Lake Kohangapiripiri       | Lower Hutt City          |                     | 11,0                | 1,8         |                                      |
| Lake Kohangatera           | Lower Hutt City          |                     | 21,0                | 2,1         |                                      |
| Lake Kopureherehere        | Kapiti Coast District    |                     | 7,4                 |             |                                      |
| Lake Nganoke               | South Wairarapa District |                     | 3,4                 |             |                                      |
| Lake Onoke                 | South Wairarapa District | 6,30                |                     | 1,5         | Tiefe im Mittel                      |
| Lake Pounui                | South Wairarapa District |                     | 46,0                | 9,6         |                                      |
| Lake Waiorongomai          | Kapiti Coast District    |                     | 6,5                 |             |                                      |
| Lake Wairarapa             | South Wairarapa District | 78,00               |                     | 2,5         | größter See in der Region Wellington |
| Lake Waitawa               | Kapiti Coast District    |                     | 17,2                |             |                                      |
| Ngatotara Lagoon           | Kapiti Coast District    |                     | 1,4                 |             |                                      |
| Okupe Lagoon               | Kapiti Coast District    |                     | 7,5                 |             | auf Kapiti Island                    |
| Totara Lagoon (Wellington) | Kapiti Coast District    |                     | 0,3                 |             |                                      |
| Waimeha Lagoon             | Kapiti Coast District    |                     | 3,3                 |             |                                      |

## Südinsel

### Tasman District
| Name                          | Fläche ( km² / ha ) | Fläche ( km² / ha ) | Tiefe ( m ) | Bemerkungen                                                               |
| ----------------------------- | ------------------- | ------------------- | ----------- | ------------------------------------------------------------------------- |
| Adelaide Tarn                 |                     | 1,3                 |             |                                                                           |
| Boulder Lake (Neuseeland)     |                     | 44,0                |             |                                                                           |
| Camp Lake (Neuseeland)        |                     | 2,5                 |             |                                                                           |
| Cleopatras Pool               |                     | 0,0                 |             | Das Gewässer ist lediglich um die 200 m² groß                             |
| Cobb Reservoir                | 2,34                |                     |             | Stausee zur Stromerzeugung                                                |
| Darby Pond                    |                     | 2,1                 |             |                                                                           |
| Diamond Lake (Tasman)         |                     | 7,2                 |             |                                                                           |
| Druggans Dam                  |                     | 17,0                |             | nicht mehr genutzter Stausee, der ehemals zur Goldgewinnung genutzt wurde |
| Hinapouri Tarn                |                     | 3,7                 |             |                                                                           |
| Iron Lake (Neuseeland)        |                     | 6,2                 |             |                                                                           |
| Kaihoka Lakes                 |                     | 13,6                |             | 2 nebeneinander liegende Seen                                             |
| Lake Caslani                  |                     | 1,9                 |             |                                                                           |
| Lake Clara (Neuseeland)       |                     | 4,7                 |             |                                                                           |
| Lake Cobb                     |                     | 16,4                |             |                                                                           |
| Lake Ella (Neuseeland)        |                     | 6,6                 |             |                                                                           |
| Lake Jeanette                 |                     | 4,1                 |             |                                                                           |
| Lake Killarney (Neuseeland)   |                     | 0,8                 |             |                                                                           |
| Lake Lillie                   |                     | 2,0                 |             |                                                                           |
| Lake Lindsay                  |                     | 6,2                 |             |                                                                           |
| Lake Lockett                  |                     | 27,5                |             |                                                                           |
| Lake Matiri                   |                     | 49,1                |             |                                                                           |
| Lake Otuhie                   |                     | 85,8                |             |                                                                           |
| Lake Peel                     |                     | 4,3                 |             |                                                                           |
| Lake Rotoiti (Tasman)         | 9,40                |                     |             | größter See im District                                                   |
| Lake Sparrow                  |                     | 3,2                 |             |                                                                           |
| Lake Stanley                  |                     | 71,3                |             |                                                                           |
| Lake Sylvester                |                     | 28,2                |             |                                                                           |
| Little Sylvester Lake         |                     | 5,5                 |             |                                                                           |
| Luna Lake                     |                     | 2,5                 |             |                                                                           |
| Rotomairewhenua / Blue Lake   |                     | 2,3                 | 7,0         | angeblich der klarste See, der jemals dokumentiert werden konnte          |
| Rotomaninitua / Lake Angelus  |                     | 18,8                |             |                                                                           |
| Rotopōhueroa / Lake Constance |                     | 65,0                |             |                                                                           |
| Round Lake (Neuseeland)       |                     | 4,2                 |             |                                                                           |
| Ruby Lake                     |                     | 3,8                 |             |                                                                           |

### Nelson (Neuseeland)
| Name           | Fläche ( km² / ha ) | Fläche ( km² / ha ) | Tiefe ( m ) | Bemerkungen                                                            |
| -------------- | ------------------- | ------------------- | ----------- | ---------------------------------------------------------------------- |
| Dew Lakes      |                     | 0,1                 |             | 6 kleine Seen, die sich auf einer Fläche von rund 0,4 Hektar verteilen |
| Delaware Inlet | 3,31                |                     | 4,0         |                                                                        |
| Maitai Dam     |                     | 32,2                |             | Stausee zur Wasserversorgung                                           |
| Rush Pool      |                     | 0,1                 |             |                                                                        |

### Marlborough District
| Name                         | Fläche ( km² / ha ) | Fläche ( km² / ha ) | Tiefe ( m ) | Bemerkungen                                                                                    |
| ---------------------------- | ------------------- | ------------------- | ----------- | ---------------------------------------------------------------------------------------------- |
| Argyle Pond                  |                     | 21,1                |             |                                                                                                |
| Big Lagoon (Marlborough)     | 9,13                |                     |             | hängt zusammen mit der Upper Lagoon, der Chandlers Lagoon und der Waikārapi Lagoon             |
| Bowscale Tarn (Marlborough)  |                     | 25,4                |             | Karsee                                                                                         |
| Chandlers Lagoon             |                     | 68,8                |             | hängt zusammen mit der Big Lagoon (Marlborough), der Upper Lagoon und der Waikārapi Lagoon     |
| Fish Lake (Marlborough)      |                     | 10,2                |             |                                                                                                |
| Island Lake (Marlborough)    |                     | 16,9                |             |                                                                                                |
| Lake Alexander (Marlborough) |                     | 2,9                 |             |                                                                                                |
| Lake Chalice                 |                     | 39,4                |             | See ist durch einen Erdrutsch entstanden                                                       |
| Lake Grassmere/Kapara Te Hau | 14,30               |                     |             | inklusive der Salinen, größter See im Distrikt                                                 |
| Lake Jasper                  |                     | 5,4                 |             |                                                                                                |
| Lake McRae                   |                     | 64,5                |             |                                                                                                |
| Lake Sedgemere               |                     | 3,6                 |             |                                                                                                |
| Lake Timara                  |                     | 1,6                 |             |                                                                                                |
| Upper Lagoon                 | 3,32                |                     |             | hängt zusammen mit der Big Lagoon (Marlborough), der Chandlers Lagoon und der Waikārapi Lagoon |
| Waikārapi Lagoon             |                     | 83,5                |             | hängt zusammen mit der Big Lagoon (Marlborough), der Upper Lagoon und der Chandlers Lagoon     |

### West Coast
| Name                         | Distrikt          | Fläche ( km² / ha ) | Fläche ( km² / ha ) | Tiefe ( m ) | Bemerkungen |
| ---------------------------- | ----------------- | ------------------- | ------------------- | ----------- | --- |
| Abel Lake (Neuseeland)       | Westland District |                     | 6,6                 |             | |
| Alpine Lake/Ata Puai         | Westland District |                     | 58,9                |             | |
| Ariels Tarns                 | Westland District |                     | 0,5                 |             | 2 kleine zusammenliegende Seen |
| Bell Dam                     | Westland District |                     | 5,5                 |             | |
| Bessons Dam                  | Grey District     |                     | 0,0                 |             | ausgetrocknet |
| Black Lakes (Neuseeland)     | Buller District   |                     | 4,5                 |             | 2 ungleich große Seen |
| Charlies Ponds               | Westland District |                     | 0,7                 |             | mehrere kleine Teiche in einem Feuchtgebiet |
| Cloudmaker Lake              | Westland District |                     | 23,5                |             | |
| Delta Tarn                   | Westland District |                     | 4,1                 |             | |
| Disappearing Lake            | Westland District |                     | 1,3                 |             | |
| Five Mile Lagoon             | Westland District |                     | 17,0                |             | mit sehr vielen schmalen Wasserarmen versehene Lagune                                                                                               |
| Gillows Dam                  | Buller District   |                     | 6,7                 |             | |
| Hikimutu Lagoon              | Westland District |                     | 7,9                 |             | |
| Ice Lake                     | Westland District |                     | 36,3                |             | |
| Island Lake (West Coast)     | Buller District   |                     | 35,6                |             | |
| Ivory Lake                   | Westland District |                     | 26,2                |             | |
| Kangaroo Lake (Neuseeland)   | Grey District     | 1,25                |                     |             | |
| Kapitia Reservoir            | Westland District | 2,16                |                     |             | Stausee, dient zusammen mit dem Kumara Reservoir zur Stromerzeugung                                                                                 |
| Kumara Reservoir             | Westland District | 1,01                |                     |             | Stausee, dient zusammen mit dem Kapitia Reservoir zur Stromerzeugung                                                                                |
| Kinzett Tarn                 | Buller District   |                     | 0,7                 |             | |
| Lady Lake (Neuseeland)       | Grey District     | 1,39                |                     | 26,0        | |
| Lake Ahaura                  | Grey District     | 1,97                |                     |             | |
| Lake Anna (Neuseeland)       | Westland District |                     | 3,6                 |             | |
| Lake Aorere                  | Buller District   |                     | 8,2                 |             | |
| Lake Arthur (Neuseeland)     | Westland District |                     | 3,9                 |             | |
| Lake Avernus (Neuseeland)    | Grey District     |                     | 1,3                 |             | |
| Lake Barfoot                 | Buller District   |                     | 3,3                 |             | |
| Lake Barra                   | Westland District |                     | 19,5                |             | |
| Lake Barrowman               | Westland District |                     | 11,0                |             | |
| Lake Bellbird                | Buller District   |                     | 2,7                 |             | |
| Lake Browning/Whakarewa      | Westland District |                     | 15,9                |             | |
| Lake Brunner / Moana         | Grey District     | 41,00               |                     | 109,0       | größter See in der Region West Coast |
| Lake Bux                     | Westland District |                     | 2,1                 |             | |
| Lake Christabel              | Buller District   | 2,40                |                     |             | |
| Lake Clarke                  | Westland District |                     | 25,6                |             | |
| Lake Dan (Neuseeland)        | Westland District |                     | 1,8                 |             | |
| Lake Daniell                 | Buller District   |                     | 78,7                |             | |
| Lake Darby (Neuseeland)      | Westland District |                     | 2,2                 |             | |
| Lake Dime                    | Westland District |                     | 2,1                 |             | |
| Lake Dora (West Coast)       | Buller District   |                     | 1,8                 |             | |
| Lake Douglas                 | Westland District |                     | 50,0                |             | Fläche konnte nur ungefähr ermittelt werden |
| Lake Eggeling                | Westland District |                     | 9,1                 |             | |
| Lake Ellery                  | Westland District | 3,87                |                     |             | |
| Lake Elmer                   | Buller District   |                     | 15,8                |             | |
| Lake Fiddle                  | Buller District   |                     | 0,1                 |             | |
| Lake Florence (Neuseeland)   | Westland District |                     | 1,7                 |             | |
| Lake Gault                   | Westland District |                     | 33,8                |             | sein Wasser dient auch zur Stromerzeugung |
| Lake Gibb                    | Westland District |                     | 2,4                 |             | |
| Lake Greaney                 | Westland District |                     | 16,0                |             | |
| Lake Hamer                   | Westland District |                     | 1,3                 |             | |
| Lake Hanlon                  | Buller District   |                     | 12,4                |             | |
| Lake Haupiri                 | Grey District     | 2,25                |                     |             | |
| Lake Henderson (Neuseeland)  | Buller District   |                     | 13,4                |             | |
| Lake Hochstetter             | Grey District     | 5,21                |                     |             | |
| Lake Ianthe/Matahi           | Westland District | 5,50                |                     | 32,0        | |
| Lake Ida (West Coast)        | Grey District     |                     | 0,5                 |             | der See ist fast verlandet |
| Lake Jewell                  | Buller District   |                     | 32,5                |             | |
| Lake Joan                    | Westland District |                     | 2,3                 |             | |
| Lake Julia                   | Grey District     |                     | 5,4                 |             | |
| Lake Jumbuck                 | Westland District |                     | 17,0                |             | |
| Lake Kaniere                 | Westland District | 14,5                |                     | 195.0       | |
| Lake Kaurapataka             | Westland District |                     | 35,7                |             | |
| Lake Kini                    | Westland District |                     | 17,0                |             | start verlandeter See mit Inselbildung |
| Lake Law                     | Westland District |                     | 1,1                 |             | |
| Lake Leeb                    | Westland District |                     | 14,4                |             | |
| Lake Lyes                    | Westland District |                     | 0,6                 |             | |
| Lake Lyttle                  | Westland District |                     | 7,4                 |             | |
| Lake Mahinapua               | Westland District | 3,90                |                     |             | |
| Lake Mapourika               | Westland District | 8,50                |                     |             | |
| Lake Margaret (Neuseeland)   | Grey District     |                     | 0,3                 |             | |
| Lake Marina                  | Grey District     |                     | 12,7                |             | |
| Lake Mary (West Coast)       | Westland District |                     | 6,2                 |             | |
| Lake Matheson                | Westland District |                     | 9,5                 |             | |
| Lake Miro                    | Westland District |                     | 1,5                 |             | |
| Lake Misery                  | Westland District |                     | 0,2                 |             | |
| Lake Moeraki                 | Westland District | 2,28                |                     |             | |
| Lake Morgan                  | Grey District     |                     | 11,5                |             | |
| Lake Mudgie                  | Westland District |                     | 15,0                |             | |
| Lake Mueller                 | Westland District |                     | 60,5                |             | |
| Lake Nisson                  | Westland District |                     | 54,7                |             | |
| Lake Nivalus                 | Grey District     |                     | 0,7                 |             | |
| Lake Paringa                 | Westland District | 4,80                |                     |             | |
| Lake Perrine                 | Buller District   |                     | 23,6                |             | |
| Lake Phyllis                 | Grey District     |                     | 8,3                 |             | |
| Lake Poerua                  | Grey District     | 2,10                |                     |             | |
| Lake Porm                    | Westland District |                     | 1,3                 |             | |
| Lake Pratt                   | Westland District |                     | 7,5                 |             | |
| Lake Rāhui                   | Buller District   |                     | 10,5                |             | |
| Lake Rasselas                | Westland District |                     | 30,0                |             | |
| Lake Rochfort                | Buller District   |                     | 4,3                 |             | |
| Lake Roto Te Koeti           | Westland District |                     | 23,0                |             | |
| Lake Rotokino                | Westland District | 1,52                |                     |             | |
| Lake Rotopai                 | Buller District   |                     | 1,8                 |             | |
| Lake Ruby                    | Grey District     |                     | 3,5                 |             | |
| Lake Ryan                    | Grey District     |                     | 3,5                 |             | |
| Lake Sally                   | Westland District |                     | 6,5                 |             | |
| Lake Swan (West Coast)       | Grey District     |                     | 2,6                 |             | |
| Lake Sweeney                 | Westland District |                     | 3,4                 |             | |
| Lake Tarleton (Neuseeland)   | Westland District |                     | 1,3                 |             | |
| Lake Topsy                   | Westland District |                     | 10,0                |             | |
| Lake Wahapo                  | Westland District | 2,30                |                     |             | |
| Lake Whitestone              | Grey District     |                     | 1,5                 |             | |
| Lake William (West Coast)    | Buller District   |                     | 0,1                 |             | |
| Lake Williamson              | Westland District |                     | 50,9                |             | |
| Lake Wombat                  | Westland District |                     | 1,0                 |             | |
| Macs Lagoon                  | Westland District |                     | 1,0                 |             | |
| Manks Tarn                   | Westland District |                     | 2,3                 |             | |
| Minim Mere                   | Westland District |                     | 5,4                 |             | |
| Mirror Tarn                  | Grey District     |                     | 0,4                 |             | |
| Morgan Tarn                  | Buller District   |                     | 2,1                 |             | |
| Mueller Tarn                 | Buller District   |                     | 0,9                 |             | |
| Ogilvie Lagoon               | Westland District |                     | 3,9                 |             | |
| Ōkari Lagoon                 | Buller District   | 1,44                |                     | 2,0         | mittlere Tiefe |
| Ōkārito Lagoon               | Westland District | 32,4                |                     | 1,1         | |
| Ōkāritoiti / Lake Windermere | Westland District |                     | 41,2                |             | |
| Okuku Reservoir              | Westland District |                     | 11,7                |             | |
| Orowaiti Lagoon              | Buller District   | 1,85                |                     | 2,0         | mittlere Tiefe |
| Otoko Lake                   | Westland District |                     |                     |             | der See existiert nicht mehr unterhalb des Gletschers McCardell                                                                                     |
| Ounatai Lagoon               | Westland District |                     | 35,3                |             | 7,86 km lange schmale Lagune an der Küste |
| Peters Pool                  | Westland District |                     | 0,1                 |             | |
| Pororari Lagoon              | Buller District   |                     | 5,0                 |             | |
| Pukaki Lagoon                | Westland District |                     | 2,7                 |             | |
| Reid Lake                    | Westland District |                     |                     |             | der See scheint nicht mehr zu existieren |
| Saddle Lake                  | Westland District |                     |                     |             | der See scheint nicht mehr zu existieren |
| Saddle Lakes                 | Buller District   |                     |                     |             | die Seen können nicht lokalisiert werden |
| Saltwater Lagoon             | Westland District | 7,13                |                     | 1,0         | mittlere Tiefe |
| Shag Tarn                    | Buller District   |                     | 1,6                 |             | |
| Smiths Ponds                 | Westland District |                     | 8,0                 |             | 6 im Wald zusammenliegende kleine Seen |
| Surprise Ponds               | Westland District |                     | 0,7                 |             | |
| Swampy Tarn                  | Buller District   |                     | 1,2                 |             | |
| Swans Retreat Lagoon         | Grey District     |                     | 13,9                |             | |
| Tawharekiri Lakes            | Westland District |                     | 44,3                |             | 2 ungleich große nebeneinander liegende Seen |
| Teal Tarn                    | Westland District |                     | 0,8                 |             | |
| Theta Tarn                   | Westland District |                     | 8,6                 |             | |
| Three Mile Lagoon            | Westland District |                     | 84,0                |             | |
| Totara Lagoon (West Coast)   | Westland District |                     |                     |             | rund 10 km lang und sich ständig verändernd |
| Townson Tarn                 | Buller District   |                     | 0,2                 |             | |
| Tukes Lagoons                | Westland District |                     | 8,0                 |             | Da sich die aus 2 Seen bestehenden Gewässer in ihrer Größe und Lage ständig verändern, kann eine feste Größe nicht bestimmt werden. 2022 ~ 8 Hektar |
| Waiatoto Lagoon              | Westland District |                     | 4,8                 |             | |
| White Heron Lagoon           | Westland District |                     | 8,0                 |             | |
| Woodhen Pond                 | Westland District |                     | 0,7                 |             | |
| Zalas Pond                   | Westland District |                     | 0,8                 |             | |

### Canterbury
| Name                          | Distrikt                            | Fläche ( km² / ha ) | Fläche ( km² / ha ) | Tiefe ( m ) | Bemerkungen |
| ----------------------------- | ----------------------------------- | ------------------- | ------------------- | ----------- | --- |
| Acland Lagoon                 | Mackenzie District                  |                     | 1,0                 |             | |
| Albert Lake (Neuseeland)      | Christchurch City                   |                     | 1,9                 |             | |
| Amberley Beach Lagoon         | Hurunui District                    |                     | 0,5                 |             | |
| Ashworths Ponds               | Hurunui District                    |                     | 7,1                 |             | |
| Blackwater Lake (Neuseeland)  | Selwyn District                     |                     | 14,2                |             | |
| Blue Lagoon (Neuseeland)      | Hurunui District                    |                     | 0,0                 |             | Gewässer ist ausgetrocknet |
| Blue Lakes                    | Mackenzie District                  |                     | 0,9                 |             | 3 kleine zusammenliegende Seen |
| Boltons Gully Lagoon          | Mackenzie District                  |                     | 0,9                 |             | |
| Boundary Tarns                | Mackenzie District                  |                     | 8,0                 |             | 14 kleine zusammenliegende Seen |
| Braemar Kettleholes           | Mackenzie District                  |                     | 1,8                 |             | 2 kleine zusammenliegende Seen |
| Brooklands Lagoon             | Christchurch City                   | 1,65                |                     |             | |
| Casey Tarn                    | Selwyn District                     |                     | 2,7                 |             | |
| Cluster Tarns                 | Mackenzie District                  |                     |                     |             | 10 kleine zusammenliegende Seen (die Größen der Seen konnten nicht ermittelt werden)                                                       |
| Coopers Lagoon/Muriwai        | Selwyn District                     |                     | 35,4                | 0,8         | |
| Dumb-bell Lake                | Waitaki District                    |                     | 14,5                |             | |
| Forks Lagoon                  | Mackenzie District                  |                     | 13,4                |             | |
| Fred's Tarn                   | Mackenzie District                  |                     |                     |             | die Größe des Sees konnte nicht ermittelt werden                                                                                           |
| Glenmore Tarns                | Mackenzie District                  |                     | 15,8                |             | 12 kleine zusammenliegende Seen |
| Grebe Tarn                    | Mackenzie District                  |                     | 7,9                 |             | |
| Hartley Tarn                  | Mackenzie District                  |                     | 6,6                 |             | |
| Hooker Lake                   | Mackenzie District                  | 1,50                |                     | 140,0       | Gletschersee des Hooker Glacier |
| Horseshoe Lake (Canterbury)   | Hurunui District                    |                     | 4,4                 |             | |
| Jimmeys Lagoon                | Mackenzie District                  |                     | 1,9                 |             | |
| Kaituna Lagoon                | Christchurch City                   | 3,50                |                     |             | die Abgrenzung zwischen Lake Ellesmere / Te Waihora und der Kaituna Lagoon ist schwierig vorzunehmen                                       |
| Kellands Pond                 | Waitaki District                    |                     | 20,4                |             | |
| Lake Alexandrina (Neuseeland) | Mackenzie District                  | 6,60                |                     | 27,0        | |
| Lake Aviemore                 | Waitaki District                    | 28,80               |                     |             | Stausee zur Stromerzeugung |
| Lake Benmore                  | Mackenzie District Waitaki District | 74,50               |                     | 91,0        | Stausee für die Stromerzeugung |
| Lake Camp                     | Ashburton District                  |                     | 49,9                | 13,0        | |
| Lake Catherine (Neuseeland)   | Selwyn District                     |                     | 18,3                |             | |
| Lake Clearwater (See)         | Ashburton District                  | 2,03                |                     |             | |
| Lake Coleridge                | Selwyn District                     | 32,00               |                     | 200,0       | See wird zur Stromerzeugung genutzt |
| Lake Crichton                 | Selwyn District                     |                     | 4,7                 |             | Wasserski-Park, ein zweiter 5,1 Hektar große künstlich angelegter See liegt östlich daneben                                                |
| Lake Denny                    | Ashburton District                  |                     | 5,9                 |             | |
| Lake Donne                    | Ashburton District                  |                     | 1,2                 |             | |
| Lake Ellesmere / Te Waihora   | Selwyn District Christchurch City   | 197,60              |                     | 2,7         | größter See in der Region Canterbury. Die Abgrenzung zwischen Lake Ellesmere / Te Waihora und der Kaituna Lagoon ist schwierig vorzunehmen |
| Lake Emily (Neuseeland)       | Ashburton District                  |                     | 21,0                |             | |
| Lake Emma (Neuseeland)        | Ashburton District                  | 1,69                |                     |             | |
| Lake Evelyn                   | Selwyn District                     |                     | 17,1                |             | |
| Lake Forsyth (Wairewa)        | Christchurch City                   | 6,28                |                     | 3,0         | |
| Lake Georgina                 | Selwyn District                     |                     | 18,2                |             | |
| Lake Grace (Neuseeland)       | Selwyn District                     |                     | 2,8                 |             | |
| Lake Grasmere                 | Selwyn District                     |                     | 65,2                |             | |
| Lake Guyon                    | Hurunui District                    |                     | 62,1                |             | |
| Lake Hawdon                   | Selwyn District                     |                     | 36,7                |             | |
| Lake Henrietta                | Selwyn District                     |                     | 4,6                 |             | |
| Lake Heron                    | Ashburton District                  |                     | 6,3                 | 36,0        | |
| Lake Ida (Canterbury)         | Selwyn District                     |                     | 10,9                |             | |
| Lake Janet                    | Hurunui District                    |                     | 0,1                 |             | |
| Lake Letitia                  | Selwyn District                     |                     | 29,7                |             | |
| Lake Lilian                   | Selwyn District                     |                     | 8,7                 |             | |
| Lake Lyndon                   | Selwyn District                     |                     | 88,0                | 18,3        | |
| Lake Man (Neuseeland)         | Hurunui District                    |                     | 4,7                 |             | |
| Lake Marion (Neuseeland)      | Hurunui District                    |                     | 10,5                |             | |
| Lake Mary (Canterbury)        | Hurunui District                    |                     | 0,4                 |             | |
| Lake Marymere                 | Selwyn District                     |                     | 24,5                |             | |
| Lake Mason                    | Hurunui District                    |                     | 71,8                |             | besteht aus zwei Seen |
| Lake Mavis                    | Selwyn District                     |                     | 4,0                 |             | |
| Lake McGregor                 | Mackenzie District                  |                     | 44,5                |             | |
| Lake Merino                   | Waitaki District                    |                     | 1,8                 |             | |
| Lake Middleton                | Waitaki District                    |                     | 25,0                |             | |
| Lake Minchin                  | Selwyn District                     |                     | 17,0                |             | |
| Lake Murray (Neuseeland)      | Mackenzie District                  |                     | 4,3                 |             | |
| Lake Ōhau                     | Waitaki District                    | 59,27               |                     | 129,0       | See, dessen Wasser zur Stromerzeugung genutzt wird                                                                                         |
| Lake Opuha                    | Waitaki District                    | 7,10                |                     | 50,0        | Stausee zur Stromerzeugung |
| Lake Paget                    | Hurunui District                    |                     | 1,1                 |             | |
| Lake Pearson                  | Selwyn District                     | 1,94                |                     |             | |
| Lake Poaka                    | Waitaki District                    |                     | 11,9                |             | |
| Lake Pukaki                   | Mackenzie District                  | 87,00               |                     | 70,0        | |
| Lake Rotorua (Canterbury)     | Kaikoura District                   |                     | 45,6                | 3,0         | |
| Lake Rotoiti (Canterbury)     | Kaikoura District                   |                     | 3,5                 |             | |
| Lake Roundabout               | Ashburton District                  |                     | 12,4                |             | |
| Lake Ruataniwha               | Waitaki District                    | 4,90                |                     |             | Stausee zur Stromerzeugung |
| Lake Rubicon                  | Selwyn District                     |                     | 2,4                 |             | |
| Lake Sarah (Neuseeland)       | Selwyn District                     |                     | 22,9                |             | |
| Lake Selfe                    | Selwyn District                     |                     | 64,3                |             | |
| Lake Sheppard                 | Hurunui District                    | 1,08                |                     |             | |
| Lake Stella                   | Hurunui District                    |                     | 0,6                 |             | |
| Lake Sumner                   | Hurunui District                    | 13,53               |                     |             | |
| Lake Taylor                   | Hurunui District                    | 2,07                |                     |             | |
| Lake Tekapo                   | Mackenzie District                  | 95,00               |                     | 120,0       | |
| Lake Tennyson                 | Hurunui District                    | 9,33                |                     |             | |
| Lake Thompson (Canterbury)    | Hurunui District                    |                     | 7,0                 |             | |
| Lake Trinity                  | Ashburton District                  |                     | 5,0                 |             | |
| Lake Waitaki                  | Waitaki District                    | 6,20                |                     |             | Stausee zur Stromerzeugung |
| Lake Wardell                  | Waitaki District                    |                     | 0,7                 |             | |
| Lambies Lagoon                | Ashburton District                  |                     | 11,4                |             | |
| Leithfield Beach Lagoon       | Hurunui District                    |                     | 1,8                 |             | |
| Little Lake (Neuseeland)      | Hurunui District                    |                     | 7,4                 |             | |
| Loch Cameron                  | Waitaki District                    |                     | 3,7                 |             | |
| Loch Katrine (Neuseeland)     | Hurunui District                    |                     | 82,7                |             | |
| Manuka Lake                   | Ashburton District                  |                     | 7,6                 |             | |
| Maori Lakes                   | Ashburton District                  |                     | 23,7                | 1,8         | 5 in einem Feuchtgebiet verteilt liegende Seen                                                                                             |
| Margarets Tarn                | Selwyn District                     |                     | 0,0                 |             | kleiner 0,03 Hektar |
| Mata Kopae                    | Hurunui District                    |                     | 19,5                |             | |
| Mimimoto Lagoon               | Hurunui District                    |                     | 1,4                 |             | |
| Morris Tarn                   | Hurunui District                    |                     | 2,2                 |             | |
| Muddy Lakes                   | Hurunui District                    |                     | 1,0                 |             | 5 kleine zusammenliegende Seen |
| Mueller Lake                  | Mackenzie District                  | 1,59                |                     | 83,0        | Gletschersee des Mueller Glacier |
| Mystery Lake                  | Ashburton District                  |                     | 4,7                 |             | |
| Mystery Tarn                  | Selwyn District                     |                     | 1,7                 |             | |
| Paradise Lake (Neuseeland)    | Hurunui District                    |                     | 0,8                 |             | |
| Patersons Ponds               | Mackenzie District                  |                     | 6,0                 |             | 9 kleine zusammenliegende Seen |
| Phantom Lagoon                | Mackenzie District                  |                     | 0,9                 |             | |
| Pierce Pond                   | Mackenzie District                  |                     | 2,8                 |             | |
| Princess Bath                 | Hurunui District                    |                     | 5,0                 |             | |
| Quagmire Tarn                 | Ashburton District                  |                     | 1,2                 |             | |
| Rakaia Lagoon                 | Selwyn District                     |                     | 44,5                |             | |
| Rapuwai Lagoon                | Mackenzie District                  |                     | 5,3                 |             | |
| Raupo Lagoon                  | Waitaki District                    |                     | 26,4                |             | |
| Raupo Pond                    | Hurunui District                    |                     | 1,3                 |             | |
| Red Lagoon                    | Waitaki District                    |                     | 7,5                 |             | |
| Red Lakes                     | Selwyn District                     |                     | 2,0                 |             | zwei hintereinander liegende längliche Seen                                                                                                |
| Red Tarns                     | Mackenzie District                  |                     | 0,0                 |             | kleiner als 0,02 Hektar |
| Roys Lagoon                   | Mackenzie District                  |                     | 24,4                |             | |
| Scott Pond                    | Mackenzie District                  |                     | 3,8                 |             | |
| Seagull Lake                  | Ashburton District                  |                     | 7,9                 |             | |
| Sealy Tarns                   | Mackenzie District                  |                     | 0,0                 |             | kleiner als 0,02 Hektar |
| Spider Lagoon                 | Timaru District                     |                     | 5,6                 |             | |
| Spider Lakes                  | Ashburton District                  |                     | 7,3                 |             | 12 zusammenliegende kleine Seen |
| Stony Tarn (Neuseeland)       | Mackenzie District                  |                     | 6,4                 |             | |
| Sunday Tarn                   | Mackenzie District                  |                     | 5,3                 |             | |
| Swan Lagoon (Lake Ōhau)       | Waitaki District                    |                     | 23,3                |             | südlich von Lake Ōhau |
| Swan Lagoon (Lake Pukaki)     | Mackenzie District                  |                     | 2,6                 |             | westlich von Lake Pukaki |
| Tasman Lake                   | Mackenzie District                  | 1,95                |                     | 245,0       | Gletschersee |
| The Black Hole (Neuseeland)   | Mackenzie District                  |                     | 2,8                 |             | |
| Trig 'N' Tarn                 | Mackenzie District                  |                     | 1,6                 |             | |
| Tui Tarn                      | Mackenzie District                  |                     | 6,4                 |             | |
| Tūtaepatu Lagoon              | Waimakariri District                |                     | 7,4                 |             | |
| Twin Lakes (Neuseeland)       | Waitaki District                    |                     | 0,6                 |             | 2 kleine Seen |
| Vagabonds Inn                 | Selwyn District                     |                     | 1,7                 |             | |
| Victoria Lake (Canterbury)    | Christchurch City                   |                     | 2,0                 |             | |
| Wainono Lagoon                | Waimate District                    | 3,76                |                     |             | |
| Wairepo Arm                   | Waitaki District                    |                     | 67,5                |             | |
| Washdyke Lagoon               | Timaru District                     |                     | 20,0                |             | |
| Windy Tarn                    | Ashburton District                  |                     | 0,2                 |             | |

### Otago
| Name                         | Distrikt                  | Fläche ( km² / ha ) | Fläche ( km² / ha ) | Tiefe ( m ) | Bemerkungen                                                                                   |
| ---------------------------- | ------------------------- | ------------------- | ------------------- | ----------- | --------------------------------------------------------------------------------------------- |
| Arethusa Pool                | Queenstown-Lakes District |                     | 1,8                 |             | auf der Insel Mou Waho im Lake Wānaka                                                         |
| Blue Lake (Otago)            | Central Otago District    |                     | 10,0                | 50,0        | durch den Goldbergbau entstandener künstlicher See                                            |
| Butchers Dam                 | Central Otago District    |                     | 35,0                |             | Stausee zur Trinkwassergewinnung                                                              |
| Catlins Lake                 | Clutha District           | 4,20                |                     |             |                                                                                               |
| Coalpit Dam                  | Central Otago District    |                     | 3,3                 |             |                                                                                               |
| Conroys Dam                  | Central Otago District    |                     | 15,0                |             | Stausee zur Bewässerung                                                                       |
| Crucible Lake                | Queenstown-Lakes District |                     | 14,5                |             |                                                                                               |
| Diamond Lake (Diamond Creek) | Queenstown-Lakes District | 1,67                |                     |             |                                                                                               |
| Diamond Lake (Lake Wanaka)   | Queenstown-Lakes District |                     | 2,8                 |             |                                                                                               |
| Downeys Dam                  | Queenstown-Lakes District |                     | 1,6                 |             |                                                                                               |
| Dukes Tarn                   | Queenstown-Lakes District |                     | 1,0                 |             |                                                                                               |
| Falls Dam                    | Central Otago District    | 1,38                |                     |             | Stausee zur Stromerzeugung                                                                    |
| Fraser Dam                   | Central Otago District    |                     | 1,2                 |             | Stausee                                                                                       |
| Gem Lake                     | Central Otago District    |                     | 1,5                 |             |                                                                                               |
| Greenland Reservoir          | Central Otago District    | 3,00                |                     |             | Stausee zur Bewässerung des landwirtschaftlichen Umlandes, Verbindung zum Manorburn Reservoir |
| Hawkers Dam                  | Clutha District           |                     | 2,0                 |             |                                                                                               |
| Hawksbury Lagoon             | Dunedin City              |                     | 51,0                |             |                                                                                               |
| Hoffmans Dam                 | Central Otago District    |                     | 1,1                 |             |                                                                                               |
| Idaburn Dam                  | Central Otago District    |                     | 8,8                 |             | Stausee                                                                                       |
| Kaikorai Lagoon              | Dunedin City              |                     | 63,5                |             |                                                                                               |
| Knights Dam                  | Clutha District           |                     | 3,9                 |             |                                                                                               |
| Lake Alta                    | Queenstown-Lakes District |                     | 10,0                |             |                                                                                               |
| Lake Castalia                | Queenstown-Lakes District |                     | 4,0                 |             |                                                                                               |
| Lake Diana                   | Queenstown-Lakes District |                     | 1,4                 |             |                                                                                               |
| Lake Dispute                 | Queenstown-Lakes District |                     | 28,0                |             |                                                                                               |
| Lake Dunstan                 | Central Otago District    | 26,40               |                     | 60,0        | Stausee zur Stromerzeugung                                                                    |
| Lake Harris (Neuseeland)     | Queenstown-Lakes District |                     | 23,4                |             |                                                                                               |
| Lake Hāwea                   | Queenstown-Lakes District | 141,00              |                     | 392,0       |                                                                                               |
| Lake Hayes                   | Queenstown-Lakes District | 2,03                |                     | 32,9        |                                                                                               |
| Lake Hope (Neuseeland)       | Central Otago District    |                     | 17,7                |             |                                                                                               |
| Lake Isobel                  | Queenstown-Lakes District |                     | 4,6                 |             |                                                                                               |
| Lake Johnson                 | Queenstown-Lakes District |                     | 20,0                | 26,8        |                                                                                               |
| Lake Kirkpatrick             | Queenstown-Lakes District |                     | 3,8                 |             |                                                                                               |
| Lake Luna                    | Queenstown-Lakes District |                     | 35,0                | 37,2        |                                                                                               |
| Lake Mahinerangi             | Clutha District           | 18,60               |                     |             | Stausee zur Stromerzeugung                                                                    |
| Lake McKay                   | Central Otago District    |                     | 6,5                 |             |                                                                                               |
| Lake McKellar                | Queenstown-Lakes District |                     | 77,3                |             |                                                                                               |
| Lake Mystery                 | Queenstown-Lakes District |                     | 5,2                 |             |                                                                                               |
| Lake Ned                     | Queenstown-Lakes District |                     | 13,0                |             |                                                                                               |
| Lake Nerine                  | Queenstown-Lakes District |                     | 20,0                |             |                                                                                               |
| Lake Nigel                   | Queenstown-Lakes District |                     | 13,8                |             |                                                                                               |
| Lake Onslow                  | Central Otago District    | 3,50                |                     |             | Stausee nach William Onslow, 4. Earl of Onslow benannt                                        |
| Lake Reid (Neuseeland)       | Queenstown-Lakes District |                     | 14,0                |             |                                                                                               |
| Lake Rere                    | Southland District        |                     | 7,3                 |             |                                                                                               |
| Lake Roxburgh                | Central Otago District    | 5,90                |                     |             | Stausee zur Stromerzeugung                                                                    |
| Lake Sylvan                  | Queenstown-Lakes District |                     | 50,0                |             |                                                                                               |
| Lake Te Kōhua                | Central Otago District    |                     | 11,1                |             |                                                                                               |
| Lake Tuakitoto               | Clutha District           | 1,34                |                     |             |                                                                                               |
| Lake Unknown                 | Queenstown-Lakes District | 1,12                |                     |             |                                                                                               |
| Lake Waihola                 | Clutha District           | 9,00                |                     |             |                                                                                               |
| Lake Waipori                 | Clutha District           | 2,15                |                     |             |                                                                                               |
| Lake Wakatipu                | Queenstown-Lakes District | 291,00              |                     | 380,0       | größter See der Region Otago und drittgrößter See Neuseelands                                 |
| Lake Wānaka                  | Queenstown-Lakes District | 192,00              |                     | 300,0       | viertgrößter See Neuseelands                                                                  |
| Lake Wilkie                  | Clutha District           |                     | 2,1                 |             |                                                                                               |
| Lake Wilson (Neuseeland)     | Queenstown-Lakes District |                     | 29,8                |             |                                                                                               |
| Lindsays Tarn                | Queenstown-Lakes District |                     | 3,8                 |             |                                                                                               |
| Loch Luella                  | Clutha District           | 1,26                |                     |             | ehemaliger Stausee der heute Teil des Lake Mahinerangi ist                                    |
| Lochnagar (Neuseeland)       | Queenstown-Lakes District | 2,50                |                     |             | vor rund 1000 Jahren durch einen Bergrutsch gebildet                                          |
| Loch Loudon                  | Clutha District           |                     | 26,0                |             | ehemaliger Stausee der heute Teil des Lake Mahinerangi ist                                    |
| Loganburn Reservoir          | Dunedin City              | 13,49               |                     |             | zwischen Lake Onslow und Middlemarch                                                          |
| Lower Manorburn Dam          | Central Otago District    |                     | 17,4                |             |                                                                                               |
| Lucidus Lake                 | Queenstown-Lakes District |                     | 69,0                |             |                                                                                               |
| Malones Dam                  | Clutha District           |                     | 3,6                 |             |                                                                                               |
| Manorburn Reservoir          | Central Otago District    | 1,60                |                     |             | Stausee zur Bewässerung des landwirtschaftlichen Umlandes, Verbindung zum Greenland Reservoir |
| Milburns Pond (Victoria Dam) | Clutha District           |                     | 0,4                 |             |                                                                                               |
| Moa Creek Reservoir          | Central Otago District    |                     | 2,3                 |             | Stausee                                                                                       |
| Moke Lake                    | Queenstown-Lakes District |                     | 86,8                | 44,2        |                                                                                               |
| Mount Nicholas Lagoon        | Queenstown-Lakes District |                     | 75,0                |             | südwestlich angrenzend an das Ende des nördlichen Arms des Lake Wakatipu                      |
| Phoenix Dam                  | Clutha District           |                     | 7,4                 |             | Stausee                                                                                       |
| Pinders Pond                 | Central Otago District    |                     | 2,9                 |             |                                                                                               |
| Poolburn Reservoir           | Central Otago District    | 3,95                |                     |             | Stausee für die Landwirtschaft                                                                |
| Ross Creek Reservoir         | Dunedin City              |                     | 2,8                 |             | Stausee für die Trinkwasserversorgung                                                         |
| Salt Lake (Otago)            | Dunedin City              |                     | 2,1                 |             | auch unter Sutton Salt Lake bekannt                                                           |
| Sheehey Lake                 | Central Otago District    |                     | 0,1                 |             |                                                                                               |
| Southern Reservoir           | Dunedin City              |                     | 4,1                 |             | Stausee für die Trinkwasserversorgung                                                         |
| Sullivans Dam                | Dunedin City              |                     | 4,6                 |             | Stausee für die Trinkwasserversorgung                                                         |
| Terminal Lake                | Central Otago District    |                     | 25,7                |             | südlich des Park Pass Glacier                                                                 |
| Three Lagoons                | Queenstown-Lakes District |                     | 0,8                 |             | drei kleine Seen                                                                              |
| Tomahawk Lagoon              | Dunedin City              |                     | 29,2                |             | die Lagune besteht aus zwei Teilen                                                            |
| West Eweburn Dam             | Central Otago District    |                     | 23,0                |             | Stausee zur Nutzwassergewinnung                                                               |

### Southland
| Name                                    | Distrikt           | Fläche ( km² / ha ) | Fläche ( km² / ha ) | Tiefe ( m ) | Bemerkungen                                                                                       |
| --------------------------------------- | ------------------ | ------------------- | ------------------- | ----------- | ------------------------------------------------------------------------------------------------- |
| Acheron Lakes                           | Southland District |                     | 43,6                |             | 2 zusammenliegende Seen                                                                           |
| Big Lagoon (Southland)                  | Southland District |                     | 14,5                |             |                                                                                                   |
| Black Lake (Neuseeland)                 | Southland District |                     | 1,3                 |             |                                                                                                   |
| Bloxham Lake                            | Southland District |                     | 75,7                |             |                                                                                                   |
| Blue Lake (Southland)                   | Southland District |                     | 43,4                |             |                                                                                                   |
| Bog Lake (Neuseeland)                   | Southland District |                     | 39,0                |             |                                                                                                   |
| Buttercup Lake                          | Southland District |                     | 0,2                 |             |                                                                                                   |
| Crescent Lake (Neuseeland)              | Southland District |                     | 1,8                 |             |                                                                                                   |
| Deadwood Lagoon                         | Southland District |                     | 0,6                 |             |                                                                                                   |
| Double Lakes                            | Southland District |                     | 9,0                 |             | die 2 Seen sind durch ein Feuchtgebiet verbunden und befindet sich auf Stewart Island             |
| Eyles Lake                              | Southland District |                     | 43,3                |             |                                                                                                   |
| False Lake                              | Southland District |                     | 35,4                |             |                                                                                                   |
| Fohn Lakes                              | Southland District |                     | 16,6                |             | 11 unterschiedliche große Seen                                                                    |
| Gair Loch                               | Southland District |                     |                     |             | Daten konnten nicht ermittelt werden                                                              |
| Green Lake (Southland)                  | Southland District | 4,78                |                     |             | vor 12–13.000 Jahren durch Erdrutsch entstandener See                                             |
| Hidden Lake (Cozette Burn)              | Southland District |                     | 22,4                |             |                                                                                                   |
| Hidden Lake (Clinton River West Branch) | Southland District |                     | 1,9                 |             |                                                                                                   |
| Island Lake (Southland)                 | Southland District |                     | 40,0                |             | vor 12–13.000 Jahren durch Erdrutsch entstandener See                                             |
| Jane Lake                               | Southland District |                     | 8,6                 |             |                                                                                                   |
| Lake Ada (Arthur River)                 | Southland District | 2,50                |                     |             |                                                                                                   |
| Lake Adelaide (Neuseeland)              | Southland District | 1,13                |                     |             | Bergsee ohne Abfluss                                                                              |
| Lake Agnes                              | Southland District |                     | 19,5                |             |                                                                                                   |
| Lake Alabaster/Wāwāhi Waka              | Southland District | 5,20                |                     |             |                                                                                                   |
| Lake Alexander (Southland)              | Southland District |                     | 1,6                 |             | See auf Stewart Island                                                                            |
| Lake Alice (Southland)                  | Southland District | 1,86                |                     |             |                                                                                                   |
| Lake Annie                              | Southland District |                     | 24,2                |             |                                                                                                   |
| Lake Astelia                            | Southland District |                     | 4,6                 |             | See auf Secretary Island                                                                          |
| Lake Beattie                            | Southland District | 1,68                |                     |             |                                                                                                   |
| Lake Beddoes                            | Southland District |                     | 60,6                |             |                                                                                                   |
| Lake Bennett (Neuseeland)               | Southland District |                     | 0,7                 |             |                                                                                                   |
| Lake Bernard (Southland)                | Southland District |                     | 40,8                |             |                                                                                                   |
| Lake Boomerang                          | Southland District |                     | 8,6                 |             |                                                                                                   |
| Lake Bright                             | Southland District |                     | 17,8                |             |                                                                                                   |
| Lake Brown                              | Southland District |                     | 25,2                |             |                                                                                                   |
| Lake Browne                             | Southland District |                     | 75,5                |             |                                                                                                   |
| Lake Brownlee                           | Southland District |                     | 32,0                |             |                                                                                                   |
| Lake Brunton                            | Southland District |                     | 22,2                |             |                                                                                                   |
| Lake Cadman                             | Southland District | 2,25                |                     |             |                                                                                                   |
| Lake Calder                             | Southland District |                     | 4,6                 |             | See auf Stewart Island                                                                            |
| Lake Carina                             | Southland District |                     | 14,3                |             |                                                                                                   |
| Lake Carrick                            | Southland District |                     | 65,8                |             |                                                                                                   |
| Lake Cecil                              | Southland District |                     | 13,7                |             |                                                                                                   |
| Lake Chamberlain                        | Southland District |                     | 43,5                |             |                                                                                                   |
| Lake Charles (Neuseeland)               | Southland District |                     | 0,0                 |             | der winzig kleine See in einem Feuchtgebiet ist bereits ausgetrocknet                             |
| Lake Clark (Neuseeland)                 | Southland District |                     | 29,8                |             |                                                                                                   |
| Lake Colwell                            | Southland District |                     | 17,0                |             |                                                                                                   |
| Lake Cook                               | Southland District |                     | 2,1                 |             |                                                                                                   |
| Lake Dale                               | Southland District |                     | 12,2                |             |                                                                                                   |
| Lake Dobson                             | Southland District |                     | 5,8                 |             |                                                                                                   |
| Lake Dora (Southland)                   | Southland District |                     | 27,7                |             |                                                                                                   |
| Lake Duncan                             | Southland District |                     | 30,5                |             |                                                                                                   |
| Lake Earnshaw                           | Southland District |                     | 4,7                 |             |                                                                                                   |
| Lake Echo (Neuseeland)                  | Southland District |                     | 6,8                 |             |                                                                                                   |
| Lake Erskine                            | Southland District | 1,05                |                     |             |                                                                                                   |
| Lake Esau (Neuseeland)                  | Southland District |                     | 5,7                 |             |                                                                                                   |
| Lake Eva                                | Southland District |                     | 14,5                |             |                                                                                                   |
| Lake Fergus                             | Southland District |                     | 53,4                |             |                                                                                                   |
| Lake Forest (Neuseeland)                | Southland District |                     | 1,7                 |             |                                                                                                   |
| Lake Forster                            | Southland District |                     |                     |             | Daten konnten nicht ermittelt werden                                                              |
| Lake Fraser                             | Southland District | 1,89                |                     |             |                                                                                                   |
| Lake Freeman (Neuseeland)               | Southland District |                     | 11,0                |             |                                                                                                   |
| Lake George (Neuseeland)                | Southland District | 1,06                |                     |             |                                                                                                   |
| Lake Gow                                | Southland District |                     | 9,6                 |             |                                                                                                   |
| Lake Grave                              | Southland District | 1,67                |                     |             |                                                                                                   |
| Lake Gunn                               | Southland District | 6,00                |                     |             |                                                                                                   |
| Lake Hakapoua                           | Southland District | 5,00                |                     | 74,0        | ehemaliger Fjord, durch Erdrutsch kurzzeitig vom Meer abgetrennt und in seinem Wasserstand erhöht |
| Lake Hall (Neuseeland)                  | Southland District |                     | 58,5                |             |                                                                                                   |
| Lake Hankinson                          | Southland District | 2,50                |                     |             |                                                                                                   |
| Lake Hauroko                            | Southland District | 63,00               |                     | 462,0       | tiefster See Neuseelands                                                                          |
| Lake Hay                                | Southland District |                     | 26,8                |             |                                                                                                   |
| Lake Hector                             | Southland District |                     | 54,3                |             |                                                                                                   |
| Lake Henry (Neuseeland)                 | Southland District |                     | 3,8                 |             |                                                                                                   |
| Lake Herries                            | Southland District | 1,10                |                     |             |                                                                                                   |
| Lake Hilda                              | Southland District |                     | 95,1                |             |                                                                                                   |
| Lake Horizon                            | Southland District |                     | 15,1                |             |                                                                                                   |
| Lake Howden                             | Southland District |                     | 8,8                 |             |                                                                                                   |
| Lake Hyslop                             | Southland District |                     | 5,3                 |             |                                                                                                   |
| Lake Iceberg (Clinton River)            | Southland District |                     | 25,1                |             | südsüdwestlich des Mount Mitchelson                                                               |
| Lake Iceberg (Stickup Creek)            | Southland District |                     | 7,0                 |             | nordnordöstlich des Mount Tutoko                                                                  |
| Lake Innes                              | Southland District |                     | 83,0                |             |                                                                                                   |
| Lake Ione                               | Southland District |                     | 18,1                |             |                                                                                                   |
| Lake Jaquiery                           | Southland District |                     | 9,4                 |             |                                                                                                   |
| Lake Kakapo                             | Southland District |                     | 37,7                |             |                                                                                                   |
| Lake Katherine (Neuseeland)             | Southland District |                     | 26,6                |             |                                                                                                   |
| Lake Kirirua                            | Southland District |                     | 24,9                |             | größter See auf Anchor Island                                                                     |
| Lake Kiwi                               | Southland District |                     | 61,6                |             |                                                                                                   |
| Lake Laffy                              | Southland District |                     | 1,4                 |             |                                                                                                   |
| Lake Laura                              | Southland District |                     | 3,6                 |             |                                                                                                   |
| Lake Lochie                             | Southland District |                     | 2,1                 |             |                                                                                                   |
| Lake Lois                               | Southland District |                     | 60,9                |             |                                                                                                   |
| Lake Louise (Neuseeland)                | Southland District |                     | 19,6                |             |                                                                                                   |
| Lake Lucille (Southland)                | Southland District |                     | 11,9                |             |                                                                                                   |
| Lake Lucy                               | Southland District |                     | 4,3                 |             |                                                                                                   |
| Lake Luxmore                            | Southland District |                     | 5,8                 |             |                                                                                                   |
| Lake Macarthur                          | Southland District |                     | 62,6                |             |                                                                                                   |
| Lake Mackenzie (Neuseeland)             | Southland District |                     | 20,5                |             |                                                                                                   |
| Lake Mackinnon                          | Southland District |                     | 59,3                |             |                                                                                                   |
| Lake Mainwaring                         | Southland District |                     | 3,1                 |             |                                                                                                   |
| Lake Manapouri                          | Southland District | 142,00              |                     | 444,0       | zweitgrößter See der Region Southland                                                             |
| Lake Mantle                             | Southland District |                     | 4,9                 |             |                                                                                                   |
| Lake Marchant                           | Southland District | 2,50                |                     |             |                                                                                                   |
| Lake Marian                             | Southland District |                     | 87,7                |             |                                                                                                   |
| Lake Mariana                            | Southland District |                     |                     |             | Daten nicht ermittelbar                                                                           |
| Lake Marianette                         | Southland District |                     |                     |             | Daten nicht ermittelbar                                                                           |
| Lake Marshall (Neuseeland)              | Southland District |                     | 1,5                 |             |                                                                                                   |
| Lake Matilda                            | Southland District |                     | 21,8                |             |                                                                                                   |
| Lake McIvor                             | Southland District | 1,64                |                     |             |                                                                                                   |
| Lake McKerrow/Whakatipu Waitai          | Southland District | 21,30               |                     |             |                                                                                                   |
| Lake Mike                               | Southland District |                     | 49,7                |             |                                                                                                   |
| Lake Minerva                            | Southland District |                     | 17,7                |             |                                                                                                   |
| Lake Mintaro                            | Southland District |                     | 1,0                 |             |                                                                                                   |
| Lake Monk                               | Southland District | 2,05                |                     |             |                                                                                                   |
| Lake Monowai                            | Southland District | 31,00               |                     |             |                                                                                                   |
| Lake Moreton                            | Southland District |                     | 57,5                |             |                                                                                                   |
| Lake Mouat                              | Southland District |                     | 83,8                |             |                                                                                                   |
| Lake Murihiku                           | Invercargill City  |                     | 4,4                 |             |                                                                                                   |
| Lake Never                              | Southland District |                     | 2,6                 |             |                                                                                                   |
| Lake Never-never                        | Southland District |                     | 23,0                |             |                                                                                                   |
| Lake Norma                              | Southland District |                     | 17,3                |             |                                                                                                   |
| Lake Norwest                            | Southland District |                     | 48,9                |             |                                                                                                   |
| Lake Ogle                               | Southland District |                     | 10,7                |             |                                                                                                   |
| Lake Orbell                             | Southland District |                     | 33,6                |             |                                                                                                   |
| Lake Pan                                | Southland District |                     | 18,8                |             |                                                                                                   |
| Lake Paradise (Southland)               | Southland District |                     | 70,0                |             |                                                                                                   |
| Lake Percy                              | Southland District |                     | 1,0                 |             |                                                                                                   |
| Lake Poteriteri                         | Southland District | 42,50               |                     |             |                                                                                                   |
| Lake Pukutahi                           | Southland District |                     | 5,8                 |             |                                                                                                   |
| Lake Purser                             | Southland District |                     | 74,5                |             | möglicherweise 1826 durch einen Felsensturz gebildet                                              |
| Lake Quill                              | Southland District | 1,16                |                     |             |                                                                                                   |
| Lake Rakatu                             | Southland District | 1,17                |                     |             |                                                                                                   |
| Lake Richter                            | Southland District |                     | 14,0                |             |                                                                                                   |
| Lake Rimmer                             | Southland District |                     | 22,3                |             |                                                                                                   |
| Lake Roberts                            | Southland District |                     | 4,6                 |             |                                                                                                   |
| Lake Roe                                | Southland District |                     | 19,1                |             |                                                                                                   |
| Lake Ronald                             | Southland District | 1,16                |                     |             |                                                                                                   |
| Lake Ross                               | Southland District |                     | 30,5                |             |                                                                                                   |
| Lake Roxburgh                           | Southland District |                     | 64,0                |             |                                                                                                   |
| Lake Saint Patrick                      | Southland District |                     | 30,5                |             |                                                                                                   |
| Lake Scott                              | Southland District |                     | 9,2                 |             |                                                                                                   |
| Lake Sheila                             | Southland District |                     | 14,5                |             | Größter See auf Stewart Island                                                                    |
| Lake Speden                             | Southland District |                     | 4,2                 |             |                                                                                                   |
| Lake Story                              | Southland District |                     | 26,1                |             |                                                                                                   |
| Lake Sumor                              | Southland District |                     |                     |             | Daten konnten nicht ermittelt werden                                                              |
| Lake Sutherland                         | Southland District |                     | 33,0                |             |                                                                                                   |
| Lake Swan (Southland)                   | Southland District |                     | 34,0                |             |                                                                                                   |
| Lake Te Anau                            | Southland District | 352,00              |                     | 417,0       | größter See der Region Southland, der Südinsel und zweitgrößter See Neuseelands                   |
| Lake Te Aroha                           | Southland District |                     | 6,3                 |             |                                                                                                   |
| Lake Te Au                              | Southland District | 1,52                |                     |             |                                                                                                   |
| Lake Thomas (Neuseeland)                | Southland District |                     | 28,6                |             |                                                                                                   |
| Lake Thompson (Southland)               | Southland District |                     | 20,9                |             |                                                                                                   |
| Lake Thomson (Neuseeland)               | Southland District |                     | 53,0                |             |                                                                                                   |
| Lake Troup                              | Southland District |                     | 18,6                |             |                                                                                                   |
| Lake Truth                              | Southland District |                     | 12,7                |             |                                                                                                   |
| Lake Tuaraki                            | Southland District |                     | 7,6                 |             |                                                                                                   |
| Lake Turner                             | Southland District |                     |                     |             | Daten konnten nicht ermittelt werden                                                              |
| Lake Ursula                             | Southland District |                     | 2,5                 |             |                                                                                                   |
| Lake Victoria (Neuseeland)              | Southland District |                     | 26,1                |             |                                                                                                   |
| Lake Vincent                            | Southland District |                     | 15,1                |             |                                                                                                   |
| Lake Virginia (Southland)               | Southland District |                     | 13,0                |             |                                                                                                   |
| Lake Wapiti                             | Southland District |                     | 83,0                |             |                                                                                                   |
| Lake Welcome                            | Southland District |                     | 0,5                 |             |                                                                                                   |
| Lake Widgeon                            | Southland District | 1,80                |                     |             |                                                                                                   |
| Lake Wilmot                             | Southland District | 2,30                |                     |             |                                                                                                   |
| Lake Wisely                             | Southland District |                     | 44,3                |             |                                                                                                   |
| Loch Maree (Neuseeland)                 | Southland District |                     | 40,0                |             |                                                                                                   |
| Long White Lagoon                       | Southland District |                     | 5,2                 |             |                                                                                                   |
| McKenzie Lagoon                         | Southland District |                     | 8,6                 |             |                                                                                                   |
| Mirror Lake (Neuseeland)                | Southland District |                     | 0,2                 |             |                                                                                                   |
| Misty Tarn                              | Southland District |                     | 0,2                 |             |                                                                                                   |
| Moana Pūtakitaki Lagoon                 | Southland District |                     | 16,0                |             | Lagune auf Ruapuke Island                                                                         |
| Myth Tarn                               | Southland District |                     | 27,8                |             |                                                                                                   |
| North Mavora Lake                       | Southland District | 10,20               |                     | 77,0        |                                                                                                   |
| Prong Lake                              | Southland District |                     | 15,8                |             |                                                                                                   |
| Rainbow Lake (Neuseeland)               | Southland District |                     | 12,0                |             |                                                                                                   |
| Secretary Lake                          | Southland District |                     | 15,9                |             | größter See auf Secretary Island                                                                  |
| Shallow Lake                            | Southland District |                     | 12,5                |             |                                                                                                   |
| Shirley Lake                            | Southland District |                     | 53,5                |             |                                                                                                   |
| Shy Lake                                | Southland District |                     | 47,8                |             |                                                                                                   |
| Skeleton Lakes                          | Southland District |                     | 10,8                |             | 2 nebeneinander liegende Seen                                                                     |
| South Mavora Lake                       | Southland District | 1,60                |                     | 40,0        |                                                                                                   |
| Sphinx Lake                             | Southland District |                     | 54,1                |             |                                                                                                   |
| Stump Lake (Neuseeland)                 | Southland District |                     | 1,2                 |             |                                                                                                   |
| Swan Mere                               | Southland District |                     | 11,7                |             |                                                                                                   |
| Tauatemaku Lagoon                       | Southland District |                     | 4,5                 |             | Lagune auf Ruapuke Island                                                                         |
| Tawera Tarn                             | Southland District |                     | 15,1                |             |                                                                                                   |
| Te Awatuiau Lagoon                      | Southland District |                     | 14,0                |             | Lagune auf Ruapuke Island                                                                         |
| Teardrop Lake                           | Southland District |                     | 39,5                |             |                                                                                                   |
| The Reservoir                           | Southland District |                     | 48,0                | 5,5         |                                                                                                   |
| Three Duck Lake                         | Southland District |                     | 19,8                |             |                                                                                                   |
| Trinity Lakes                           | Southland District |                     | 28,7                |             | drei zusammenliegende Seen                                                                        |
| Victor Lake                             | Southland District |                     | 88,0                |             | vielfach noch als Lake Victor bekannt                                                             |
| Wade Lake                               | Southland District |                     | 27,0                |             |                                                                                                   |
| Waitokariro Lagoon                      | Southland District |                     | 22,4                |             | Lagune auf Ruapuke Island                                                                         |
| Waituna Lagoon                          | Southland District | 10,70               |                     |             |                                                                                                   |
| Waiuna Lagoon                           | Southland District |                     | 85,7                |             |                                                                                                   |

## Andere Inseln
Nicht berücksichtigt werden die Seen im Ross-Nebengebiet, auf das Neuseeland völkerrechtlich nicht anerkannte Ansprüche erhebt.

### Chatham Islands Territory
| Name                             | Fläche ( km² / ha ) | Fläche ( km² / ha ) | Tiefe ( m ) | Bemerkungen                           |
| -------------------------------- | ------------------- | ------------------- | ----------- | ------------------------------------- |
| Lake Huro                        | 5,83                |                     |             |                                       |
| Lake Kaimoumi                    |                     | 14,8                |             |                                       |
| Lake Kaingarahu                  |                     | 76,7                |             |                                       |
| Lake Kairae                      | 1,05                |                     |             |                                       |
| Lake Koomutu                     |                     | 3,8                 |             |                                       |
| Lake Makuku                      |                     | 34,0                |             |                                       |
| Lake Marakapia                   |                     | 34,7                |             |                                       |
| Lake Matangirau                  |                     | 10,9                |             |                                       |
| Lake Omutu                       |                     | 1,6                 |             |                                       |
| Lake Pateriki                    | 1,28                |                     |             |                                       |
| Lake Pukawa                      |                     | 6,6                 |             |                                       |
| Lake Rakeinui                    |                     | 59,0                |             |                                       |
| Lake Rangitai                    | 8,37                |                     |             |                                       |
| Lake Rotoeka                     |                     | 9,6                 |             |                                       |
| Lake Rotokawau (Chatham Islands) |                     | 6,1                 |             |                                       |
| Lake Rotoparaoa                  |                     | 5,3                 |             |                                       |
| Lake Rotorua (Chatham Islands)   |                     | 22,0                |             |                                       |
| Lake Taia                        |                     | 45,5                |             |                                       |
| Lake Te Rangatapu                |                     | 44,0                |             |                                       |
| Lake Te Wapu                     |                     | 28,5                |             |                                       |
| Lake Tuku a taupo                |                     | 9,7                 |             |                                       |
| Lake Waikauia                    |                     | 19,6                |             |                                       |
| Lake Wharemanu                   |                     | 31,5                |             |                                       |
| Lake Wharo                       |                     | 9,7                 |             |                                       |
| Long Pond (Neuseeland)           |                     | 37,0                |             |                                       |
| Pakauwera Pond                   |                     | 8,9                 |             |                                       |
| Te Whanga Lagoon                 | 179,00              |                     |             | mit Abstand größter See auf der Insel |
| Tennant's Lake                   |                     | 44,5                |             |                                       |
| Te Roto                          |                     | 6,4                 |             |                                       |
| ohne Name                        |                     | 26,9                |             | See am nordwestlichen Ende der Insel  |
| ohne Name                        |                     | 8,0                 |             | See am nordöstlichen Ende der Insel   |

Alle Seen befinden sich auf der Hauptinsel Chatham Island.

### Auckland Islands
| Name           | Insel                     | Fläche (ha) | Tiefe ( m ) | Bemerkungen |
| -------------- | ------------------------- | ----------- | ----------- | ----------- |
| Lake Hinemoa   | Auckland Island           | 16,6        |             |             |
| Lake Speight   | Auckland Island           | 2,8         |             |             |
| Lake Turbott   | Adams Island (Neuseeland) | 24,0        |             |             |
| Lake Tutanekai | Auckland Island           | 7,8         |             |             |
| Teal Lake      | Enderby Island            | 0,3         |             |             |

### Campbell Island
| Name          | Fläche (ha) | Tiefe ( m ) | Bemerkungen |
| ------------- | ----------- | ----------- | ----------- |
| Six Foot Lake | 32,4        | 1,9         |             |

### Kermadec Islands
| Name                      | Insel        | Fläche (ha) | Tiefe ( m ) | Bemerkungen |
| ------------------------- | ------------ | ----------- | ----------- | ----------- |
| Blue Lake (Raoul Island)  | Raoul Island | 73,0        |             |             |
| Green Lake (Raoul Island) | Raoul Island | 12,6        |             |             |